# Республика Коми
Респу́блика Ко́ми (коми Коми Республика; кратко — Ко́ми) — субъект Российской Федерации, республика в её составе.
Входит в Северо-Западный федеральный округ, является частью Северного экономического района. Географически расположена на северо-востоке европейской части России. Государственные языки: коми и русский. Столица — город Сыктывкар.
Образована 22 августа 1921 года как Автономная область Коми (Зырян), в 1936 году была преобразована в республику.

## Физико-географическая характеристика

### Географическое положение

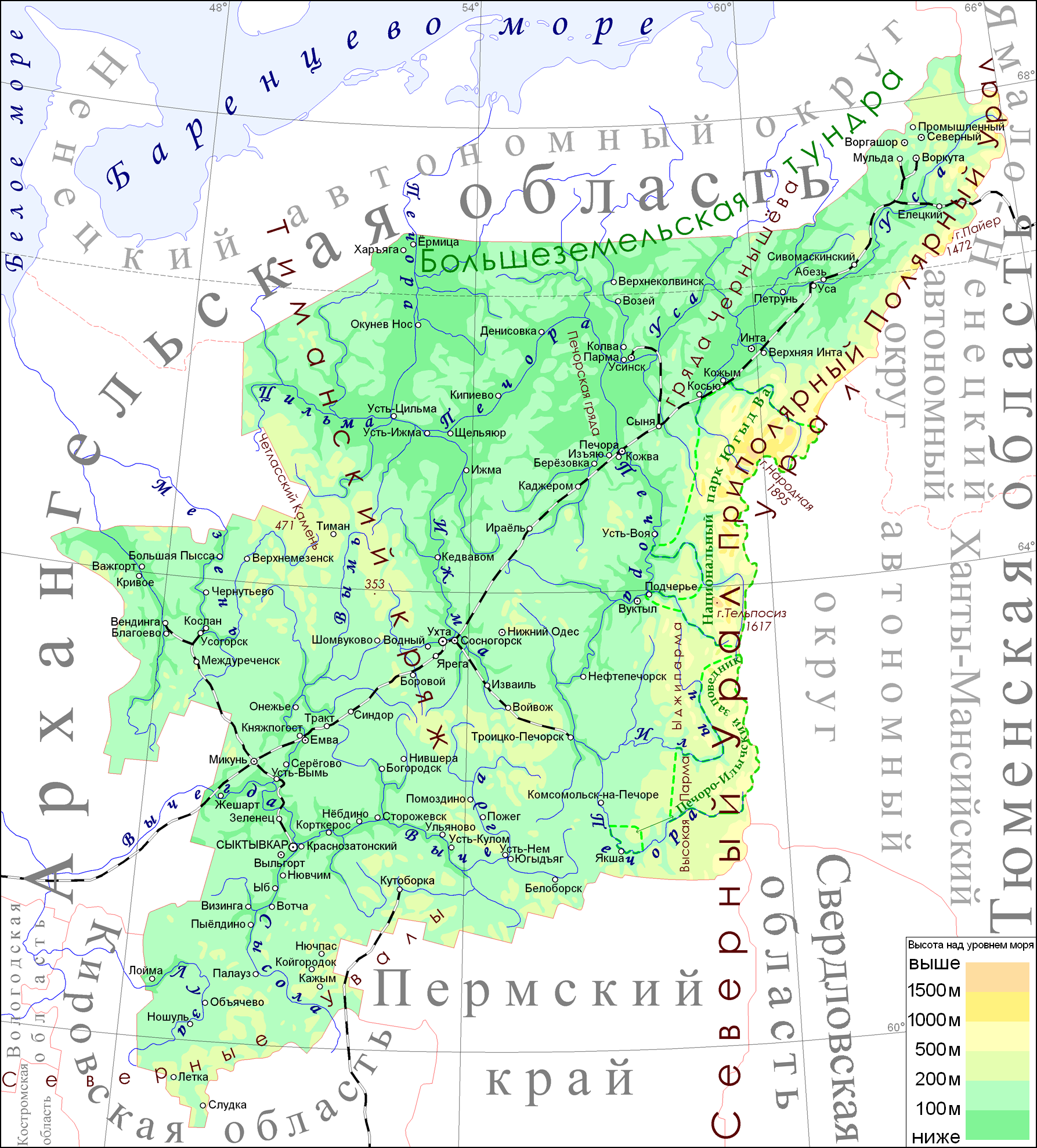
Карта Коми

Республика расположена на северо-востоке европейской части Российской Федерации, в пределах Печорской и Мезенско-Вычегодской низменностей, Среднего и Южного Тимана, западных склонов Уральских гор (Северный, Приполярный и Полярный Урал).
Территория республики простирается от Северных Увалов на юге до Пай-Хоя на северо-востоке (между 59°12' и 68°25' северной широты), от Пинего-Мезенского междуречья на западе до водораздела бассейнов рек Печоры и Оби, проходящего по Уральскому хребту на востоке (между 45°25' и 66°10' восточной долготы). Площадь региона составляет 416 774 км² (чуть меньше Швеции), население — ↘714 785 жителей. Наибольшая протяжённость с северо-востока на юго-запад составляет 1275 км, с востока на запад — 695 км, с севера на юг — 785 км. По размерам территории занимает 11-е место в России и 2-е — в её европейской части, уступая лишь Архангельской области, а также является крупнейшим субъектом в европейской России без выхода к морю.
Граничит с Тюменской областью (а именно с входящими в её состав Ямало-Ненецким автономным округом (северо-восток, восток), Ханты-Мансийским автономным округом (юго-восток, юг)), Свердловской областью (юг), Пермским краем (юг), Кировской областью (юг, юго-запад, запад), Архангельской областью (включая Ненецкий автономный округ; северо-запад, север, северо-восток).

### Часовой пояс
В Республике Коми с 1992 года действует московское время; смещение относительно UTC составляет +3:00. Тем не менее большая часть республики находится в географическом часовом поясе UTC+4 и время от времени обсуждается возможность перехода на самарское время (UTC+4, МСК+1) или на время UTC+5 (МСК+2).

### Климат
На большей части территории климат умеренно континентальный. Имеются существенные различия климатических характеристик южных и северных районов. Среднегодовая температура на юге 0-1 °C, на крайнем северо-востоке от −4 до −6 °C. Зима продолжительная, суровая; лето короткое, но сравнительно тёплое.
- Средняя температура января: от −20 °C на северо-востоке до −17 °C на юго-западе.
- Средняя температура июля: от 11 °C на северо-востоке до 15 °C на юго-западе.
- Среднегодовое количество осадков: от 400—450 мм на севере до 600 мм на юге, на западных склонах Урала — до 1000 мм, в пределах Тиманского кряжа — 700 мм. Около 70 % осадков приходится на лето.
- Устойчивый снежный покров: на юге сохраняется около 160 дней; на севере — до 205 дней в году и более.
- Длительность безморозного периода: от 60 дней на севере до 100 дней на юге.
- Вегетационный период: от 100 дней на севере (60-70 дней в горных районах) до 150 дней на юге.

### Геология
Территория Республики Коми расположена на северо-востоке Восточно-Европейской платформы, сложенной осадочными породами платформенного чехла верхнепротерозойского, палеозойского и мезокайнозойского возраста, залегающими на породах фундамента архейского и нижнепротерозойского возраста. Здесь выделяются крупные тектонические структуры: складчатые сооружения — Тиманская гряда и Уральские горы, расположенная между ними Печорская синеклиза (Печорская плита) и северная часть Русской плиты. Тиманская гряда, разделяющий Русскую и Печорскую плиты, является крупнейшей орографически выраженной структурой, пересекающей с северо-запада на юго-восток территорию Республики Коми. Гряда образована комплексом пород, слагающих в основании складчатый фундамент рифейского возраста и фанерозойский платформенный чехол.

#### Геологические памятники
В Республике Коми геологические памятники начали выделять с 1973 года. На 2008 год в республике учреждено 95 памятников природы. Среди них:
- Развалины древнего города на плато горы Торре-Порре-Из;
- Карстовый лог Иорданского на правом берегу реки Малая Печора в 16 км выше впадения в неё Большого Шежима (открытого в 1926 году геологом Н. Н. Иорданским);
- «Верхние Ворота» на реке Большая Сыня (расположены в 55 км выше ж.-д. моста);
- «Кольцо» на реке Шаръю (в 30 км от Усинска, «Окно к усинской нефти»);
- пещера Канинская в 47 км выше устья реки Унья на правом берегу Печоры;
- пещера Уньинская в 110 км от устья реки Унья;
- пещера Ледяная;
- пещера Туфовая;
- Медвежья пещера в логу Иорданского (где обнаружена одна из самых северных стоянок палеолитического человека и самое крупное на севере Европы местонахождение плейстоценовой фауны — костей мамонта, шерстистого носорога, пещерного медведя, тигрольва

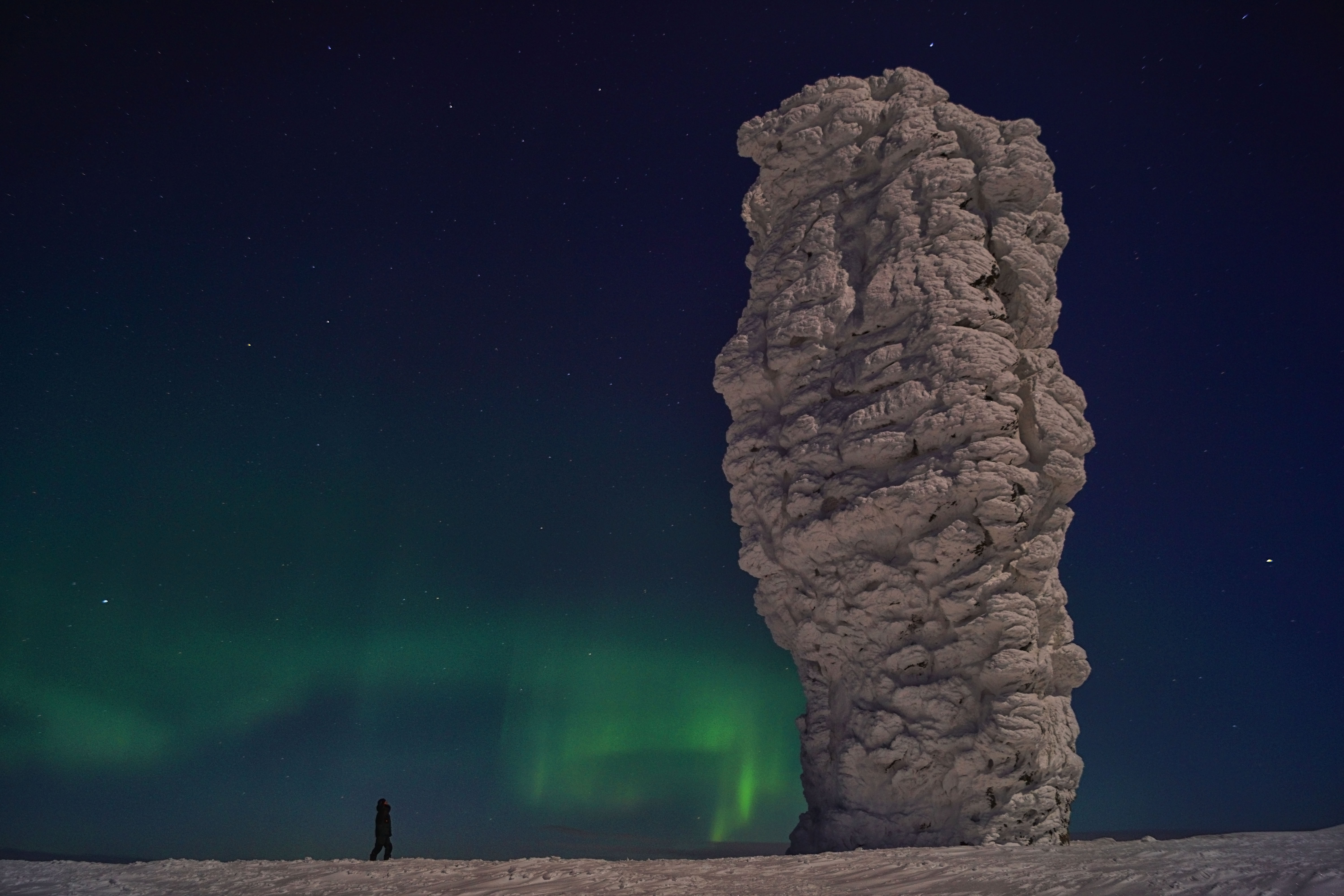
Столбы выветривания на плато Маньпупунёр — одно из «Семи чудес России»

#### Землетрясения
Первые сведения о землетрясениях, имевших место на европейском Севере, зафиксированы в «Двинском летописце», где упоминается «о страшном трусе», имевшем место на Двине «… во 139 (1627) году майя в 20 день… в пятом часу нощи». «И многие от людей трясение Земли видели, а инии людие в то время спали, и от того труса людей Бог помиловал».
В 1914—1915 годах сейсмостанциями были зафиксированы землетрясения, эпицентры которых располагались на реке Печоре вблизи Мутного Материка и Краснобора.
На Сысоле землетрясение произошло 13 января 1939 года около 17 часов. Ощущалось жителями многих населённых пунктов (Ыба, Нючпаса, Пыелдина, Пустоши). Наиболее сильно это землетрясение проявилось в Чукаыбе, где, по сообщению местного учителя П. В. Кондратьева, «… сила толчков была столь большой, что во многих домах открывались и хлопали двери и образовывались щели в печах». По сообщению жителей Нючпаса в посёлке в ряде домов падали дымовые трубы (сведения содержались в статье, посвящённой землетрясению на Урале и в Приуралье, опубликованной в трудах сейсмологического института в 1940 году).
В 1985 году учёными Института физики Земли АН СССР и Коми филиала АН СССР была предпринята попытка изучать особенности этого землетрясения. В районы Коми АССР, прилегающие к зоне землетрясения, были направлены письма с просьбой помочь найти старожилов, кто бы помнил об этом. По этим сведениям удалось зафиксировать положение эпицентра и рассчитать предполагаемую глубину расположения очага землетрясения (которая оказалась равной 7 км). Сысольское землетрясение (Нючпасское) оказалось достаточно сильным — интенсивность его достигала 7 баллов в районе посёлка Нючпас.
5-балльные колебания ощущались в Шошке, Нювчиме, Ыбе, Визинге, Куратова, Кожиме.
Кроме имевшего место на Сысоле, в тот же день (13 января 1939 года) 6—7-балльное землетрясение зафиксировано инструментальными методами на Среднем Тимане, «… в зоне разломов, протягивающихся от северных оконечности Вымской Гряды к реке Вычегде».

### Реки

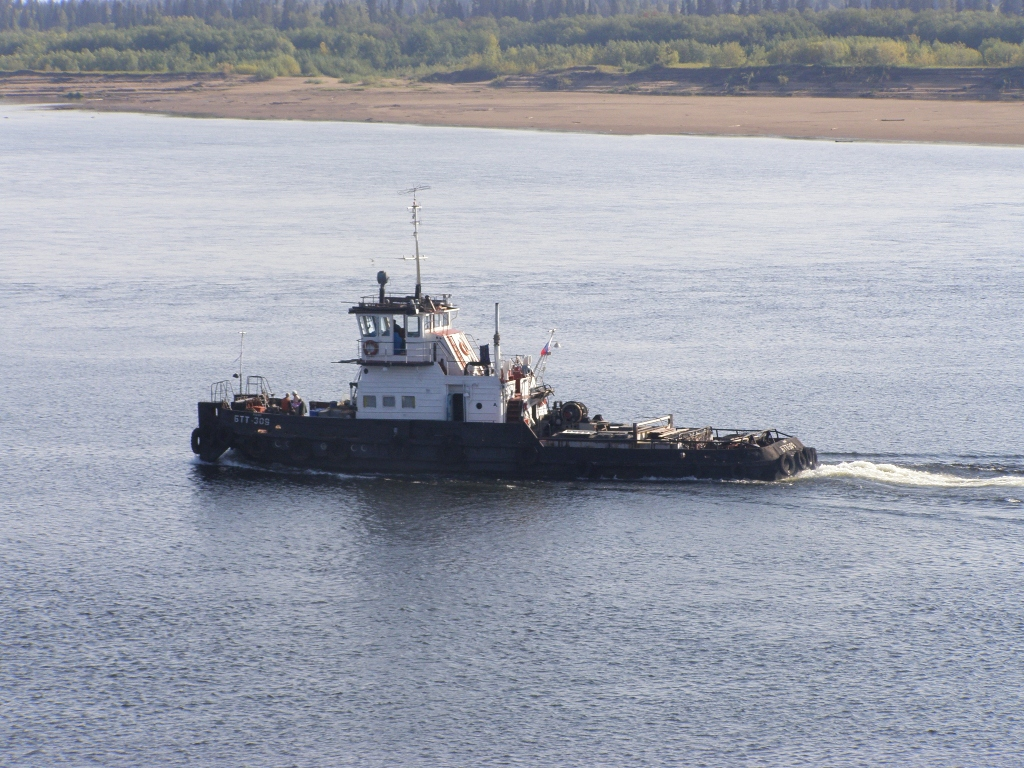
Река Печора

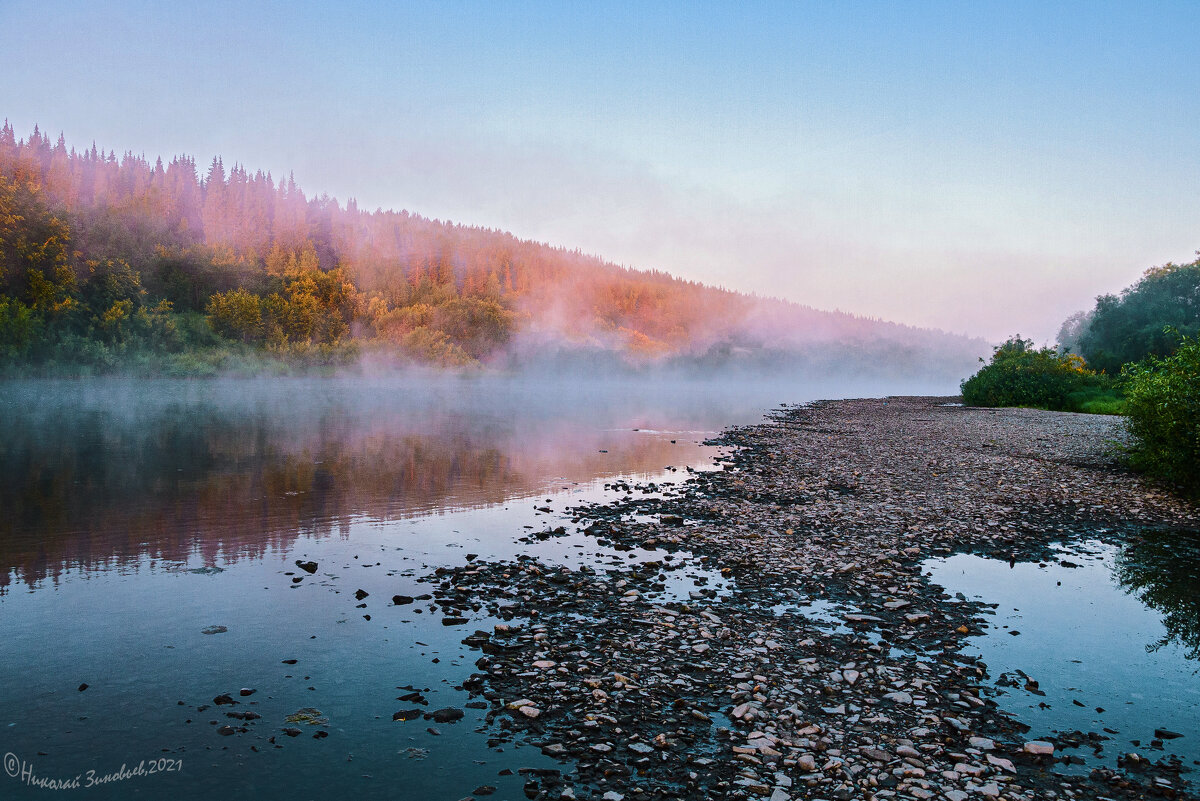
Река Ухта

По территории Республики Коми протекают реки равнинные, горные, озёрные, болотные, карстовые (по условиям формирования режима); большие, средние и малые (по размерам).
Большую часть территории занимают бассейны равнинных рек: Вычегды, Мезени, Вашки, левобережные и тундровые притоки рек Печоры и Усы.
Основные реки
- Печора, площадь бассейна в границах республики — 300 тыс. км².;
- Вычегда;
- Мезень;
- Вашка;
- Уса;
- Ижма;
- Вымь;
- Сысола.

Типичными горными реками являются правые притоки реки Печоры — Унья, Илыч, Подчерем, Щугор.
Рек с типичным озёрным режимом в Республике Коми немного. К ним относятся Пижма, берущая начало из озера Ямозеро; Адзьва, вытекающая из Вашуткиных озёр; Вис, истоком которой является озеро Синдор.
Более широко распространены карстовые реки. К ним относятся реки, стекающие с Тиманского кряжа, Лемьюской возвышенности. Таковы верхние притоки рек Вычегды, Выми, Мезени, Ижмы, левобережные притоки Печоры.
С древних времён реки региона играли исключительно важную роль в освоении Печорского края и прилегающих к нему районов. По территории коми («Пермь» и «Печёра») проходил «великий новгородский чрезкаменный (через Полярный Урал) путь в Югру». Путь этот, начиная от Устюга, шёл вверх и по притоку Вычегды Выми поднимался до волока, соединявшего верховья Выми с рекой Ухтой, притоком Ижмы, впадающей в Печору. Далее правым притоком Печоры — Усой и её притоком Собью можно было подойти к верховьям другой Соби, впадающей в Обь.
В 1786 году началось строительство Северо-Екатерининского канала (соединившего реку Северную Кельтму — приток Вычегды — с рекой Джуричь — притоком Южной Кельтмы, впадающей в Каму) и в 1822 году строительство завершилось. В 1837 году канал был закрыт в связи с его заилением и зарастанием. По каналу из Камы в бассейн Вычегды впервые попала стерлядь. А красные обожжённые кирпичи (очень прочные), которыми были обложены берега канала, местное население использовало (в 1920-х — 1950-х годах) для постройки печей и других хозяйственных нужд.
С 1960 года разрабатывался проект переброски стока Вычегды и Печоры в бассейн Волги, по которому предполагалось построить плотину на Печоре у Усть-Вои, поднять уровень воды на 125 метров и по каналу между Северной и Южной Мылвой направить воду в Вычегду; на Вычегде ниже Усть-Кулома планировалось построить плотину высотой 34 метра, создать Печоро-Вычегодское водохранилище площадью 15 тыс. км² и по Северо-Екатерининскому каналу направить воды в Каму. Если бы этот вариант, предусматривавший полный поворот Печоры в бассейн Камы, был осуществлён, Печора перестала бы существовать, вместо неё осталась бы Уса с небольшим южным притоком-отростком.
23 марта 1971 года был произведён подземный ядерный взрыв (три заряда по 5 килотонн; по проекту «Тайга») в Чердынском районе Пермской области, в 100 км севернее города Красновишерск (на границе Коми АССР), имевший целью экскавационное соединение реки Печоры с речкой Берёзовкой.
В 1986 году Совет Министров СССР принял постановление о прекращении работ по переброске вод северных рек на юг.

### Озёра
На территории Коми Республики располагаются более 78 тысяч озёр. Общая площадь — около 4,5 тыс. км². 98 % имеют площадь зеркала до 0,5 км². Делятся по ландшафтным особенностям: на тундровые, горные, таёжные, пойменные; по происхождению: ледниковые, карстовые, торфяные, реликтовые. Размеры таёжных реликтовых озёр наиболее велики, но глубина незначительная; у горных — глубина значительная (до 50 м) при небольшой площади зеркала (0,2-1-2 км²).
- Озеро Донты (Дон), пойменное, реликтовое, площадь — 4,6 км², длина — ок. 20 км, глубина — 2 м (1948 год) и 1,5 м (1975 год). Расположено в бассейне рек Кулэмъю и Вычегды, в 7 км к юго-востоку от села Дон, Усть-Куломский район. Дно Донты покрыто мощными отложениями сапропеля и торфянистого ила. Озеро является остатком водоёма ледниковых времён, постепенно спущенного рекой Вычегдой после завершения Великого оледенения. Прилегающее к озеру болота (Донты и др.) показывают, что когда-то озеро было просто огромным и имело округлые формы. Озеро соединено с рекой Кулом-Ю каналом Донвис, вырытым 160 лет назад.
- Кадомское озеро, длина около 4 км, ширина около 3,5 км. Расположено на правом берегу Вычегды в 7 км к северу от устья реки Северная Кельтма, представляет собой остаток древнего большого приледникового водоёма, Усть-Куломский район. Ихтиофауна представлена окунем, карасём, щукой, плотвой. Озёра Дон и Кадам предложено включить в список «7 чудес Республики Коми».
- Озеро Вад, расположенное в 5 км к северо-востоку от посёлка Исанево, Сысольский район. Озеро округлой формы (360×430 м), в 1970-х годах ихтиологи запустили в озеро малька пеляди, которая неплохо прижилась в озере, что говорит о чистоте воды этого водоёма.
- Озеро Додзьское, расположенное близ села Додзь, Корткеросский район.
- Озеро Веякоты. Усинский район, в 49 км восточнее устья р. Лыдую. Длина — 3 км, ширина — 600 м, площадь озера — 6,3 км². Сточное, через реку Веякотывис соединяется с р. Рогозиной. Имеет рыбохозяйственное значение.
- Озеро Вадыбты, расположенное в Сысольском районе, в басс. реки Сысолы, у деревни Вадыб. Озеро округлой формы (500×400 м), максимальная глубина — 15 м. Преобладают: щука, карась, плотва, окунь, язь. Памятник природы (от 30. 11. 1978).
- Озеро Смольное, пойменное.

#### Большие озёра
- Ям озеро, реликтового типа, площадь — 31,1 км², средняя глубина 1,7 м. Расположено в верховьях Северного Тимана, Четласского камня, Усть-Цилемский район (весьма труднодоступно для любителей дикой природы). В озеро впадает речка Чёрная, вытекает Печорская Пижма.

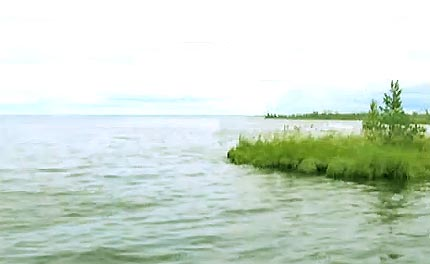
Синдорское озеро или озеро Синдор — таёжное реликтовое озеро, второй по величине природный водоём Республики Коми

- Синдорское, таёжное, реликтовое озеро, длина ок. 12 км, ширина — 2-4 км, площадь — 28,5 км², средняя глубина — 1,5 м. Расположено в бассейне реки Вымь в 13 км к юго-востоку от железнодорожной станции Синдор, Княжпогостский район. Представляет собой остаток обширного древнего водоёма, богато органикой, в озере обитают: окунь, плотва, ёрш, щука, язь, карась, налим.

#### Горные озёра
Горные озёра в основном ледникового типа (моренные, каровые), расположены в горных районах Урала. Питание — снеговое, снежниковое. Вода — слабоминерализированная, прозрачная, бесцветная. Каровые озёра отличаются высоким расположением (выше 800 м), большой глубиной (более 20 м), округлой формой, каменистыми, почти лишёнными растительности берегами, отсутствием рыбы. В троговых долинах много плотинных озёр, образовавшихся в результате подпруживания реки морёной. Для этих озёр характерны продолговатая форма, значительные глубины (до 30 м), расположение ниже 800 м, наличие по берегам растительности и обилие рыбы.
- Озеро Тельпос, одно из высокогорных озёр Северного Урала, расположено в каре северного склона горы Тельпосиз на высоте 1081 м. Площадь озера — 0,25 км², наибольшая длина — 0,75 км, ширина — 0,36 км, глубина — до 49,5 м. Зеленоватая вода Тельпоса исключительно чистая, прозрачна, на глубине 9 м хорошо видно каменистое дно.
- Озеро Голубое, ледниковое, лежит на дне обширного кара, разделяющего вершины Карпинского и Народную на высоте 1139,1 м (Приполярный Урал). Озеро удлинённой формы (длина — 1,7 км, ширина — 400 м, глубина — до 28 м), вода очень чистая, прозрачная, слабоминерализированная. Берега каменистые, лишены растительности, только на восточном отлогом берегу растут мхи и осока.
- Озеро Верхнее Болбанты и верхнее оз. Верхнее Балбанты (на высоте 1007,2 м) — подпруженные морёной (огромными валунами размером с автобус). Озёра расположены в каре гор Приполярного Урала (в 3 км севернее горы Народа), Интинский горсовет. Из озера Верхнее Болбанты берёт начало река Болбанъю (вдоль восточного истока этой реки расположен ботанический памятник Болбанъю — ветреница пермская, мак лапландский, золотой корень и др.).
- Озеро Малое Балбанты расположено на высоте 687,6 м, на дне глубокой троговой долины реки Балбанью между хребтами Малдынырд на западе и Карпиннер-Иркусей на востоке. Длина озера 1,24 км, ширина 0,47 км, берега низкие, местами заболоченные, поросли кустиками полярной берёзки и тальника.
- Озеро Большое Балбанты находится в 7 км ниже оз. М. Балбанты на высоте 654,9 м, подпруженное ледниковой морёной. Наибольшая длина этого озера 2 км, ширина — до 0,7 км, средняя глубина — 19 м. Оба водоёма (М. и Б. Балбанты) богаты хариусом, налимом, ловится озёрный голец.
- Озеро Длинное, моренное — дно сквозной долины, прорезающей хребет Торговейиз, на высоте 612 м (длина — 1,49 км, ширина — 0,4 км, ср. глубина — 14 м), славится хариусом.
- Озеро Торговое — самое большое по площади и объёму воды на Приполярном Урале. Оно расположено в обширном цирке на юго-западном склоне вершины Кефтылык на высоте 721,7 м, является истоком реки Торговая. Озеро подпружено морёной (длина — 2,2 км, наибольшая ширина — 0,8 км, пл. — ок. 1 км²). Торговое — самое глубокое из плотинных озёр на Приполярном Урале (28 м). В прозрачной зеленоватой воде его на глубине 8 м хорошо видно дно. Богата ценными породами рыб (хариус, сиг, пелядь, кумжа). Ненецкое название Торговой — Меняйлава — «место обычного обмена».

#### Болота

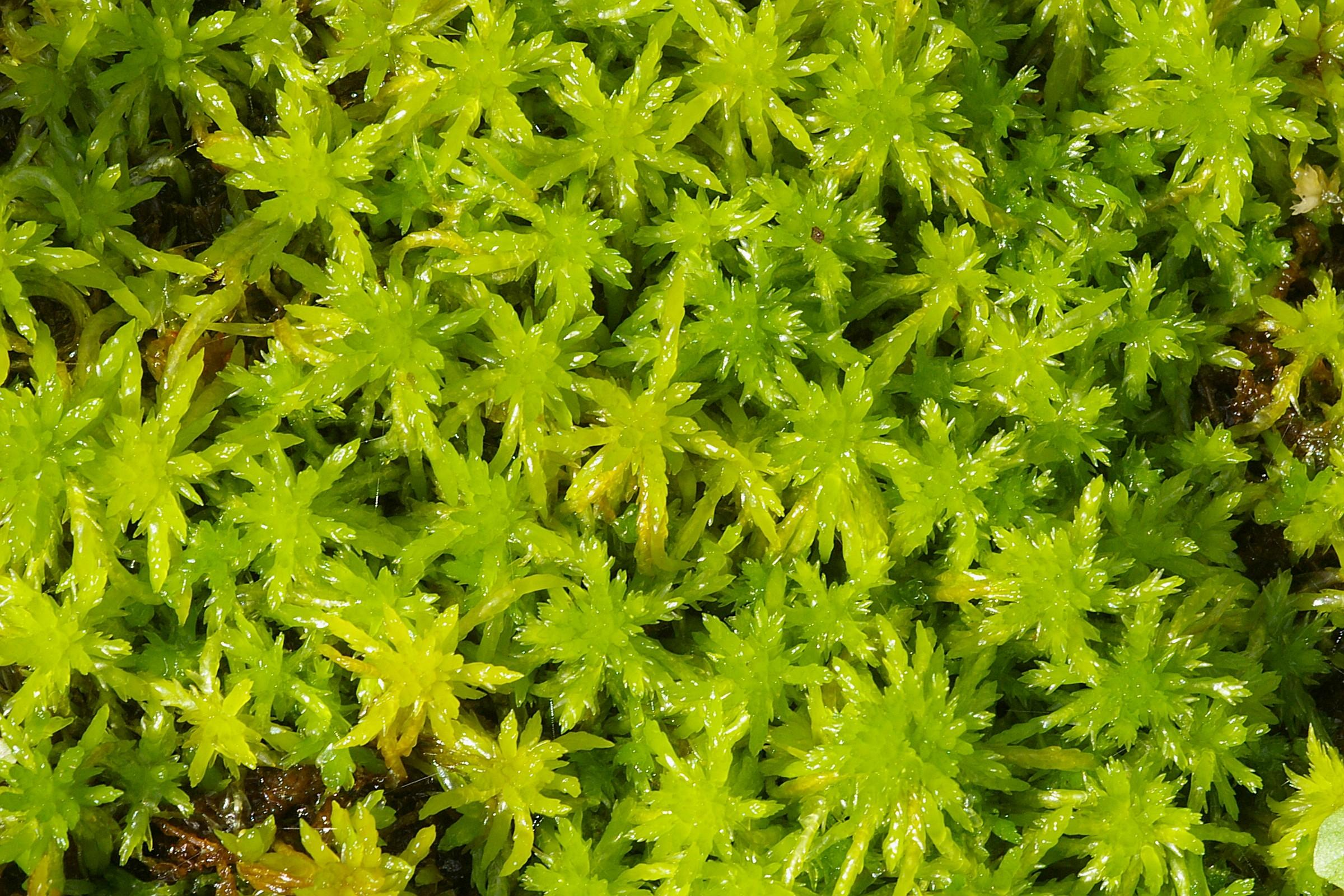
Болотное растение Сфагнум обманчивый.

Болота в Республике Коми занимают площадь 3,2 млн га (7,7 % территории). Они представляют собой самостоятельные экосистемы, влияющие на окружающий ландшафт. Болота изменяют уровни грунтовых вод, накапливают влагу, очищают загрязнённые воды. Каждой природной подзоне соответствует определённый тип болот. Основные типы болот, встречающиеся на территории республики: бугристые (тундра, лесотундра), аапа-болота (бассейн среднего течения р. Печора), верховые сфагновые, переходные (мезотрофные) сфагновые и пойменные низинные.
В республике Коми болота — после проведения мелиоративных работ, — используются для посевов трав, возделывания овощей и картофеля, как естественные сенокосы и пастбища, а также для добычи торфа на удобрение.
Болота используются как природные ресурсы в естественном состоянии для сбора лекарственных растений (багульника, вахты, росянки и т. д.), мха, ягод (клюквы, голубики, морошки и т. д.).
Сохранены в естественном состоянии наиболее типичные болота с характерной для них флорой и фауной, различными болотными комплексами и уникальные, с редкими видами растений и птиц. С 1978 года 113 болот объявлены заказниками и памятниками природы, из них 17 выделены в качестве эталонов различных природных ландшафтов, остальные — клюквенные. Общая площадь охраняемых болот составляет 0,5 млн га (17,3 %).
Болота являются также местообитанием птиц (белой куропатки, тетерева, гуся, утки, кулика; из «краснокнижников» — серого журавля, орлана-белохвоста, лебедя-кликуна) и животных (лося, оленя).

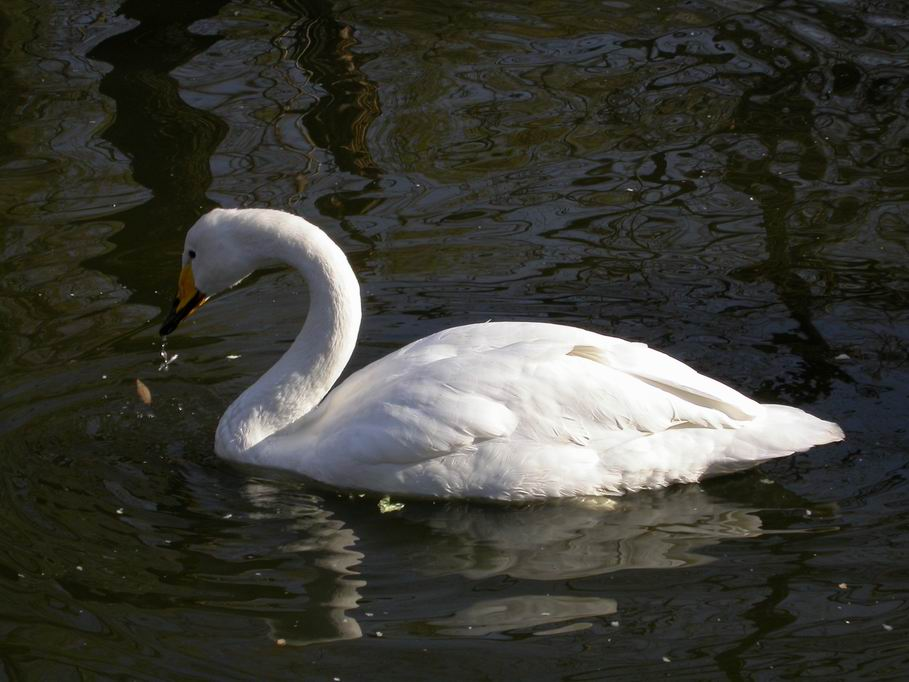
Лебедь-кликун
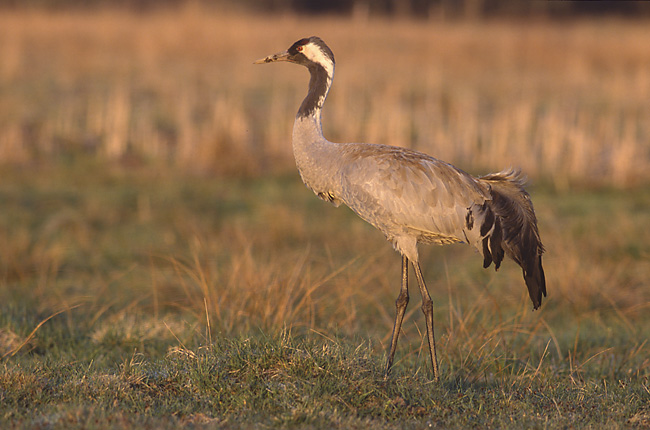
Серый журавль
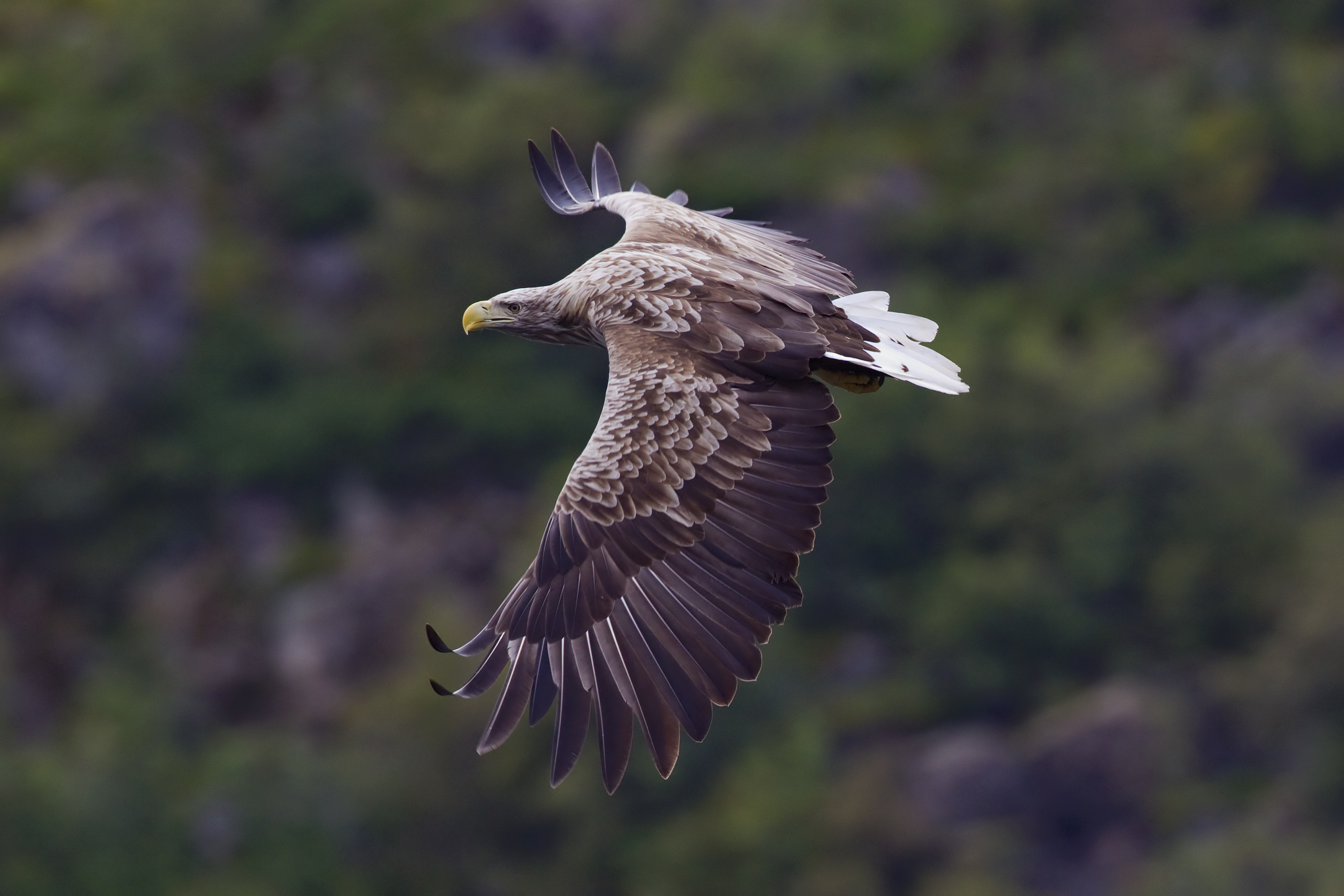
Взрослый орлан-белохвост

Наиболее крупные болота
- Океан (площадь — 178 975 га.) охватывает часть Ижемского и Усть-Цилемского районов Коми, очень труднодоступно и до сих пор не до конца исследовано.
- Усинское, расположенное в 7,5 км от села Усть-Лыжа, площадь — 139 190 га, сфагновое, верхового типа, мощность — 4-5 метров, крупнейший торфяник в Европе. Здесь насчитывается около 860 озёр. Охраняется как памятник природы (с 1978 года).
- Дзёрнюр, площадь — 32 228 га, залежи сложены сфагновыми торфами, верхового типа, мощность — до 5 метров.
- Тыбъюнюр, площадь — 60 042 га.
- Мартюшевское, площадь — 9285 га, мощность торфяных залежей — 7,8 м. Заказник «Болото Мартюшевское» важен для птиц в международном масштабе и включён в теневой список Рамсарской конвенции.

### Флора и фауна

#### Растительность
Растительный покров республики отличается большим своеобразием и разнообразием. В его распределении на равнинах хорошо прослеживаются зональные изменения, а в горах Урала — высотная поясность. Крайний северо-восток Республики Коми занимает тундра, южнее расположена узкая полоса лесотундры, сменяющая к югу обширными лесными пространствами. На зону тундровой растительности приходится около 2 % площади Республики, лесотундровой — около 8,1 %, таёжной — около 89 %, луговой — менее 1 %.
Характерная особенность тундры связана с отсутствием древесной растительности: растительный покров состоит из мхов, лишайников, многолетних травянистых растений, кустарничков и невысоких кустарников, преобладают карликовая берёза (Betula nana), ива полярная, багульник. Растительность лесотундры, занимающей север республики, носит переходный характер: наряду с тундровой растительностью встречаются ель сибирская, берёза пушистая, лиственница сибирская. Лесотундра постепенно переходит в редкостойные леса, затем в тайгу. Преобладающими породами в лесной зоне являются: ель сибирская, сосна обыкновенная, берёза пушистая, берёза бородавчатая, осина, ольха серая. Из других пород выделяются: пихта сибирская, лиственница сибирская, сибирский кедр, лесообразующая роль которых возрастает по мере приближения к Уралу. Многие леса смешанные. В южной части республики (подзоны средней и южной тайги), в местах с плодородными почвами, в основном в подлеске или отдельными небольшими деревьями и куртинами, изредка встречаются: липа мелколистная, вяз гладкий и вяз шершавый.
Лес в республике является основным природоформирующим фактором и даёт различные виды полезной продукции. Особое биосферное климаторегулирующее значение имеют притундровые леса, лесные массивы водосборов и защитные полосы вдоль рек. В республике имеются отдельные массивы коренных темнохвойных лесов, сформировавшихся несколько миллионов лет назад. Они включают не только уникальные древостои, но и лекарственные, декоративные и другие кустарничковые и травянистые растения, подлежащие охране.
Общая площадь лесного фонда составляет 39 млн га, в том числе покрытая лесом — 29,7 млн га, из них в ведении Федеральной службы лесного хозяйства находится 28,6 млн га. Остальные площади входят, в основном, в состав Печоро-Илычского заповедника и совхозных лесов.
Общий запас древесины составляет около 2,8 млрд м³. Однако значительная её часть не может рассматриваться как эксплуатационная, так как приходится на притундровые леса, молодняки и различные охраняемые территории.

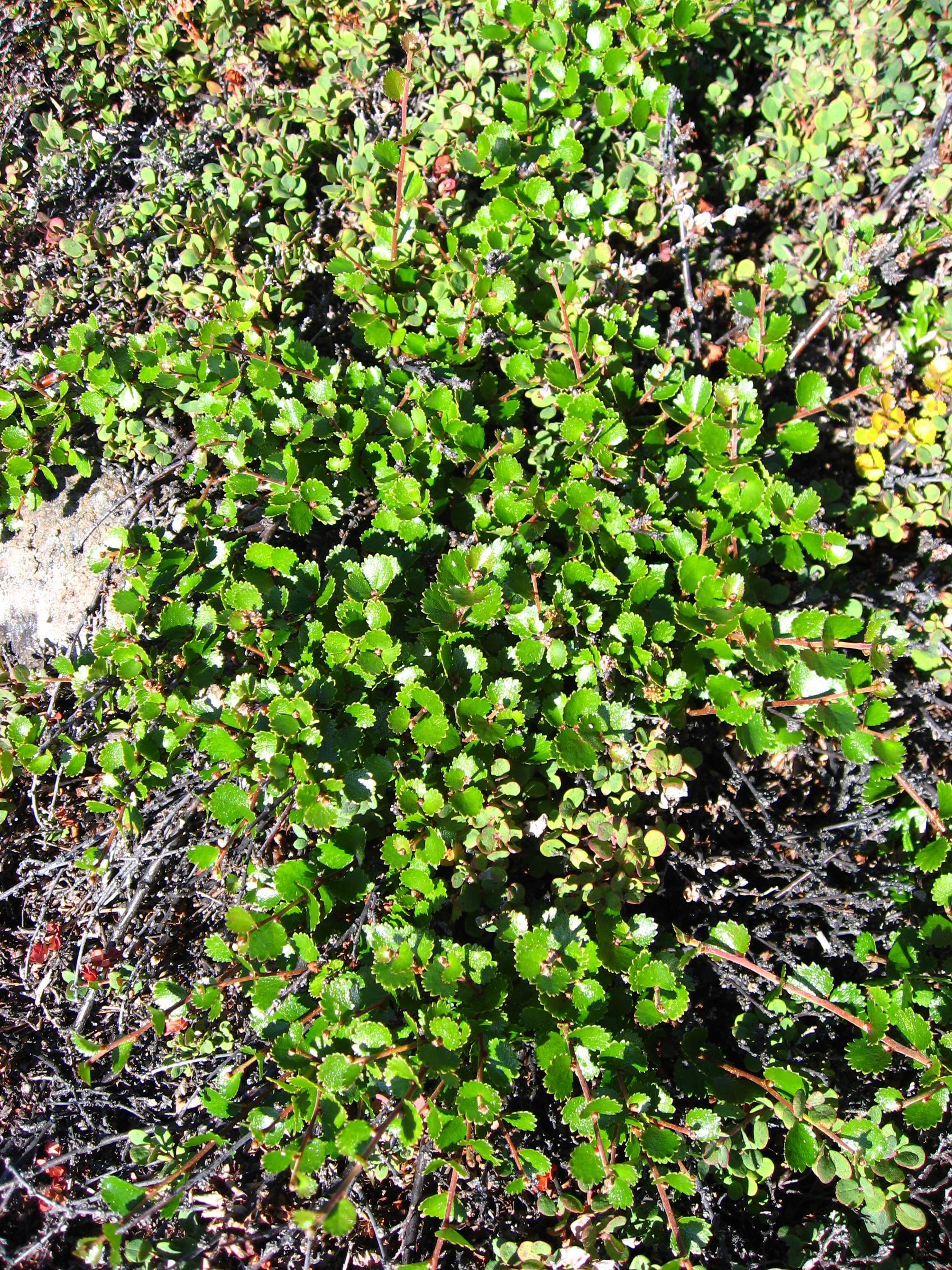
Основное растение тундры: Карликовая берёза
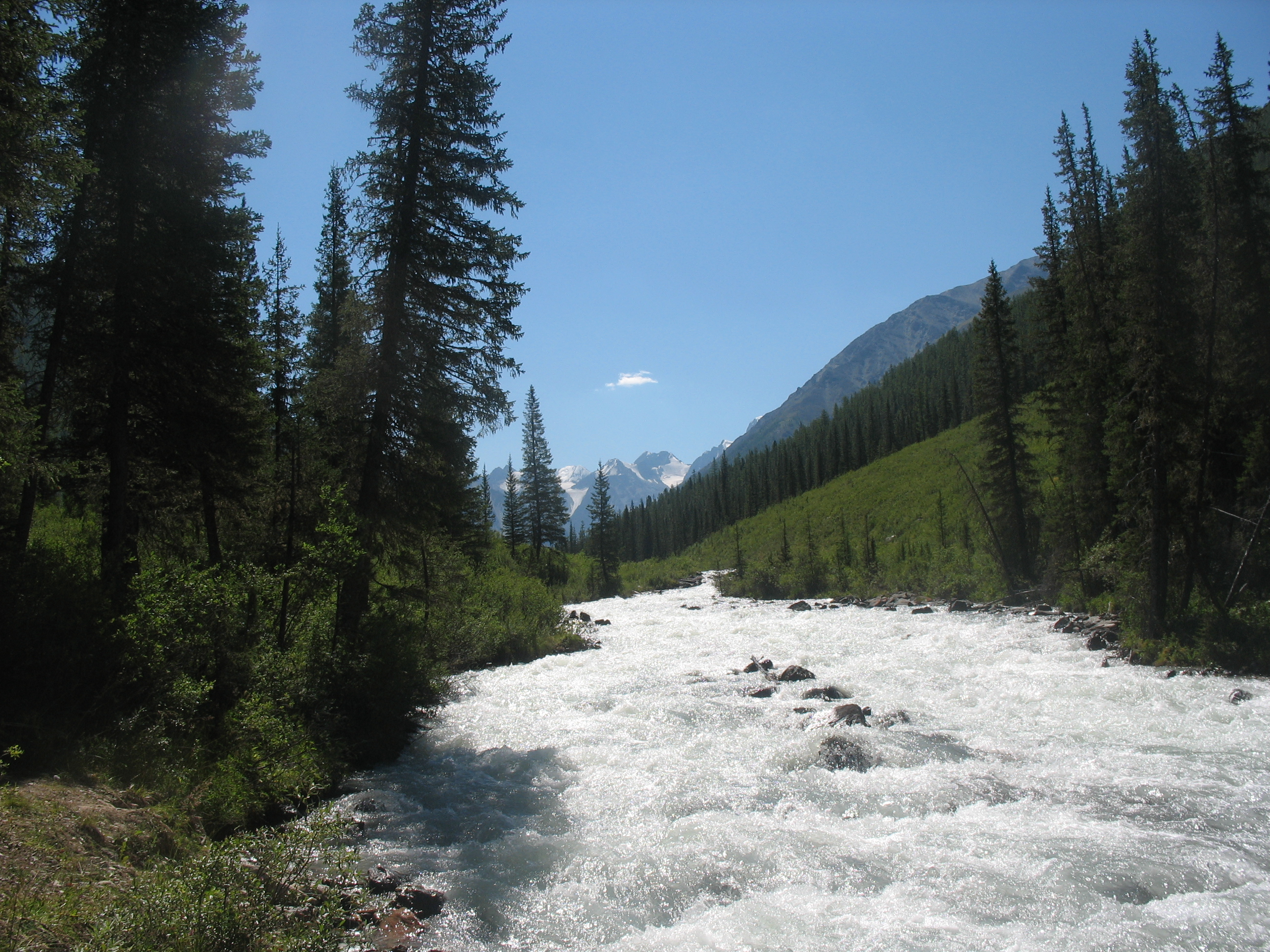
Основное растение лесотундры и лесной зоны: Ель сибирская
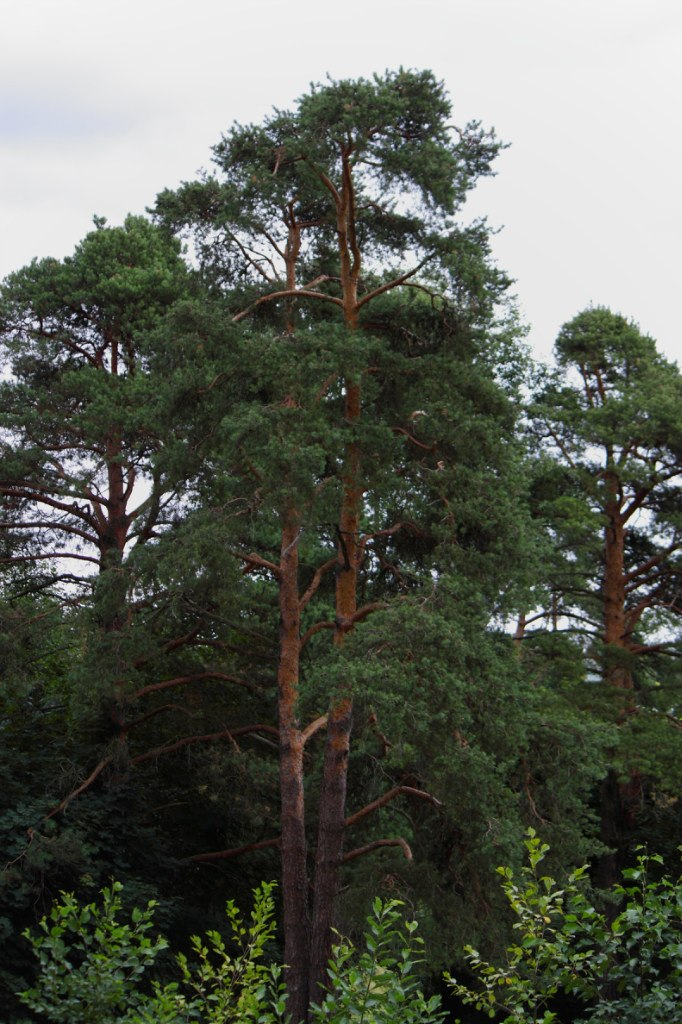
Одно из основных растений лесной зоны: Сосна обыкновенная
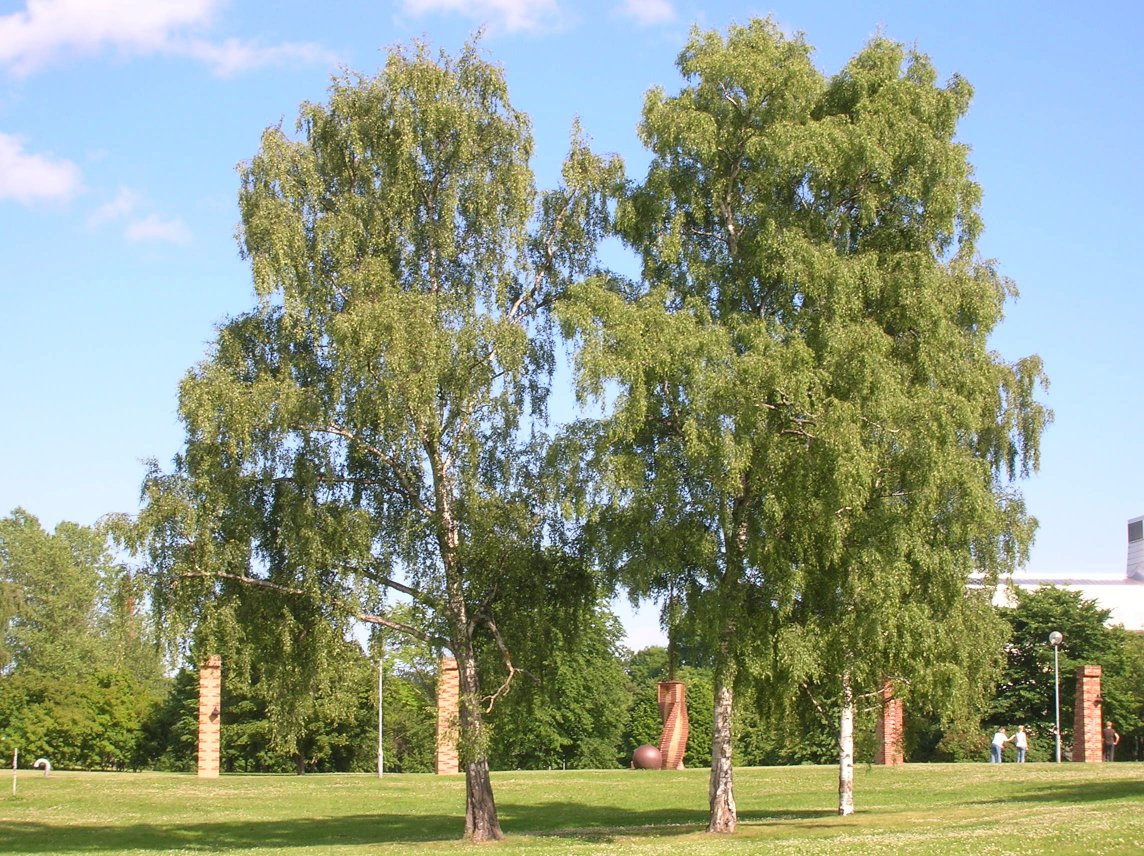
Одно из основных растений лесной зоны: Берёза плакучая
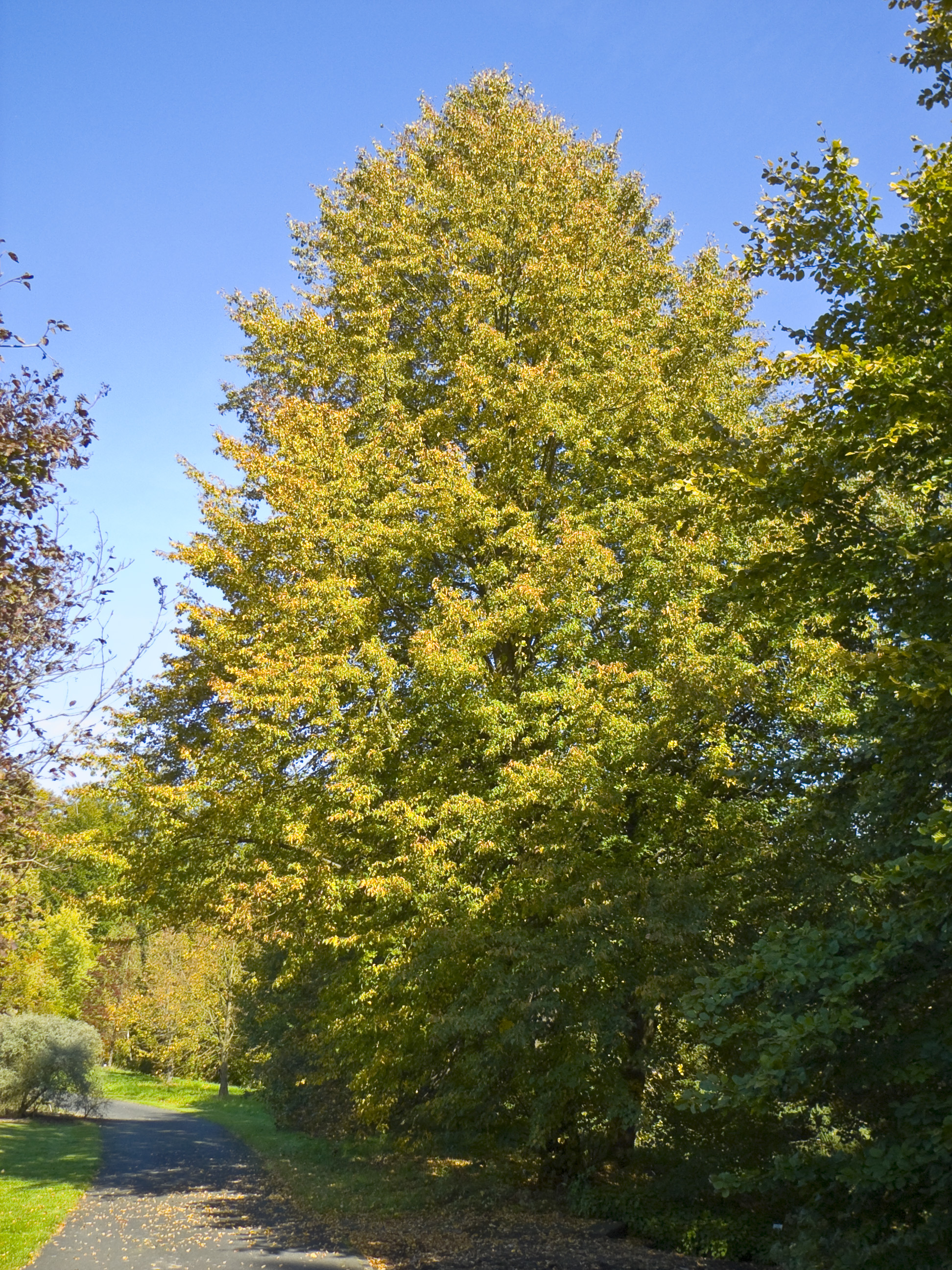
Редкое, но важное для сохранения биологического разнообразия растение южной части лесной зоны Республики Коми: Липа мелколистная. Общий вид взрослого дерева осенью

#### Леса
Площадь лесов в Республике Коми составляет 94 % 389 тыс. км² 38,9 млн га.
На Северном Урале 32 800 км² покрыты девственными лесами. Уникальная территория — Печоро-Илычский заповедник.
Таких девственных лесов, не подвергавшихся влиянию человеческой деятельности и техногенному воздействию, в Европе уже не сохранилось.
В 1985 году заповедник был включён в список биосферных.
Десять лет спустя, по решению ЮНЕСКО, Печоро-Илычский заповедник с охранной и буферной зонами и национальный парк «Югыд Ва», объединённые под общим названием «Девственные леса Коми», были внесены в перечень объектов Всемирного культурного и природного наследия.
Национальный парк «Югыд Ва» расположен на Северном и Приполярном Урале на юго-востоке Республики Коми. На юге граничит с Печоро-Илычским заповедником.

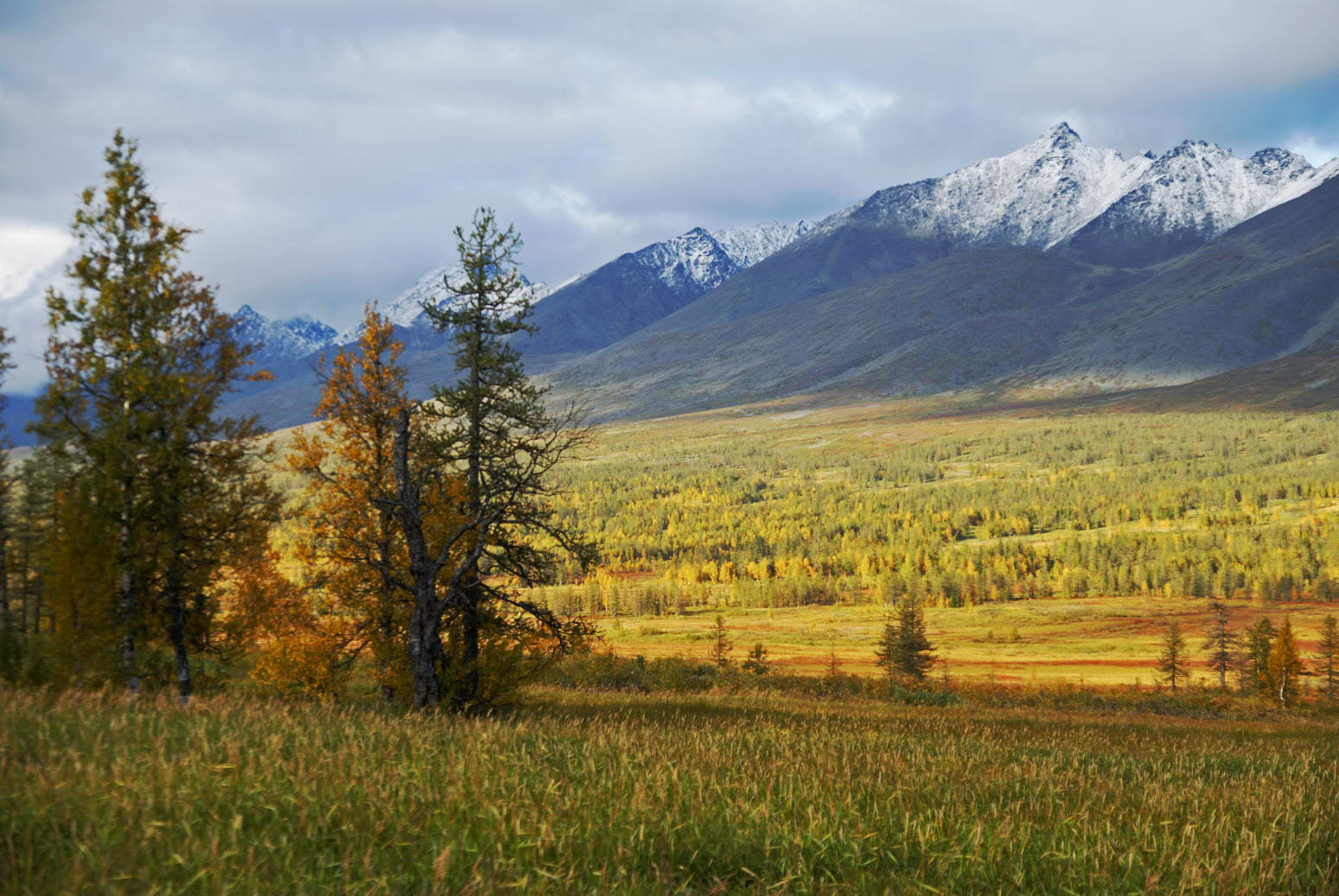
Осень в национальном парке «Югыд ва»
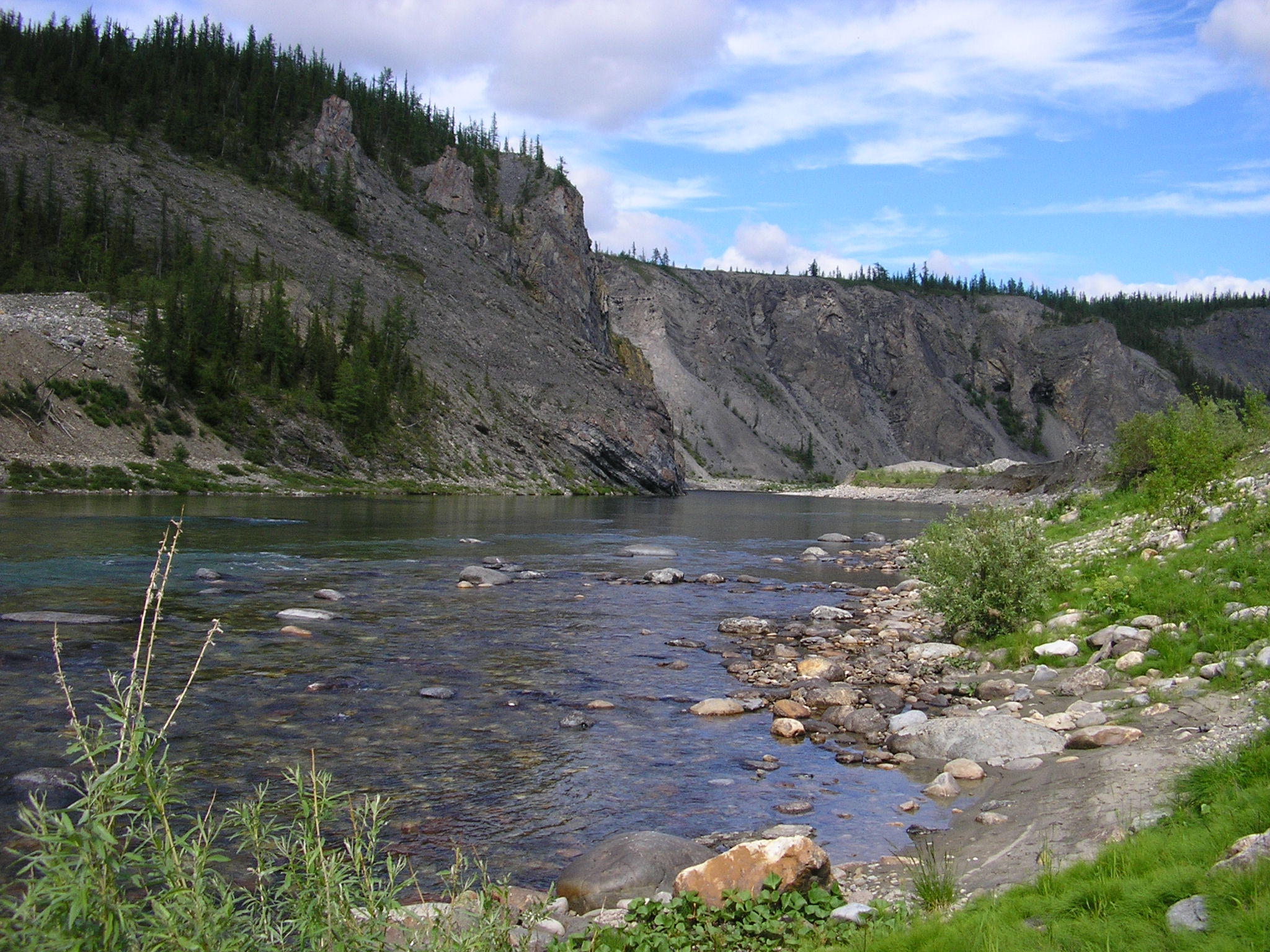
Река Кожим в национальном парке Югыд-Ва
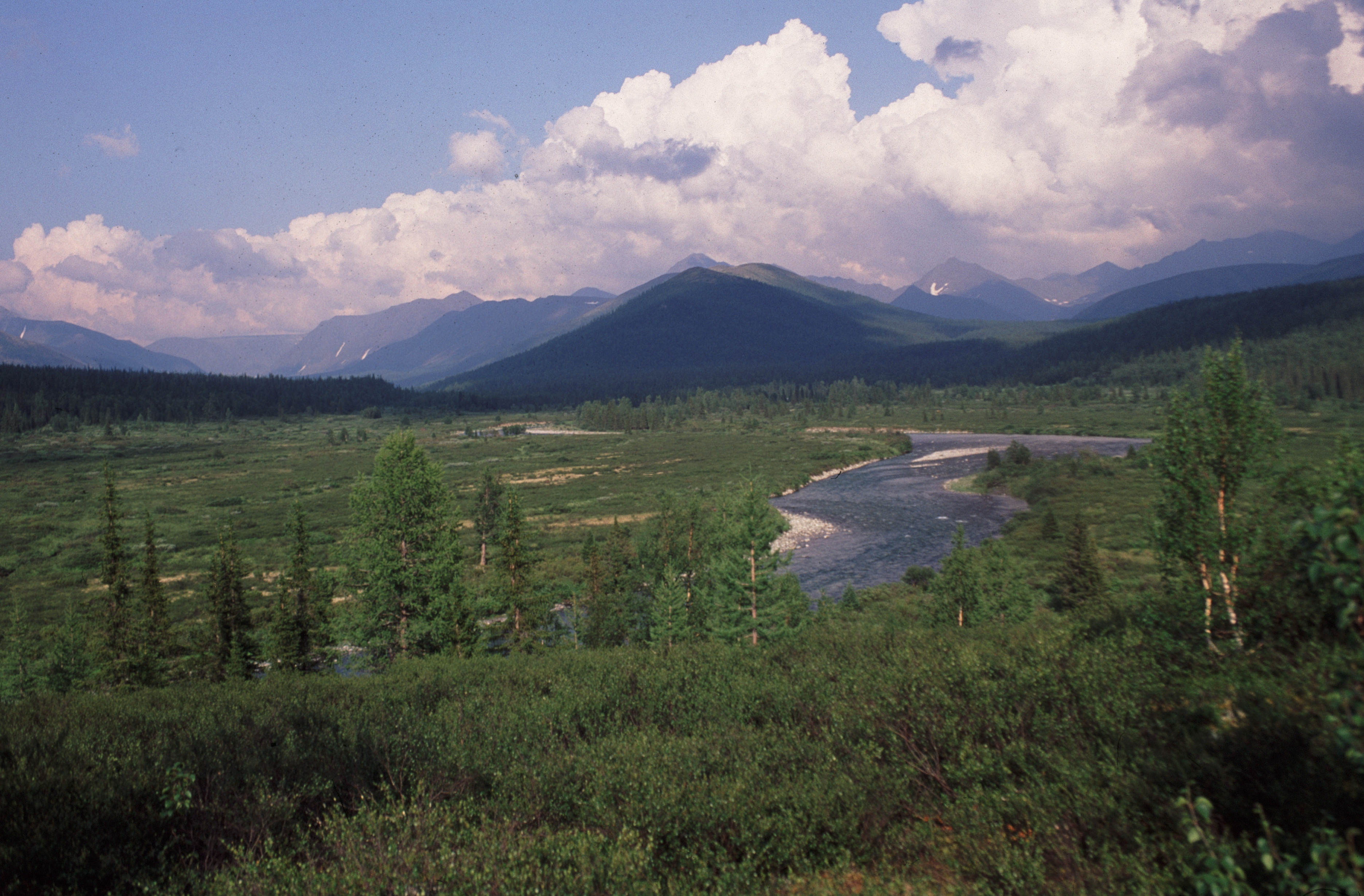
Печоро-Илычский заповедник

#### Животный мир
В составе животного мира Республики Коми известно около 4400 ныне живущих видов, представителей 31 класса 10 типов животных.
В том числе более 50 новых для науки видов: нематод, олигохет и двукрылых насекомых в бассейнах Печоры и Вычегды. Фауна водных животных имеет гетерогенный характер, отражающий исторические события четвертичного периода.
В Приуралье обнаружены комплексы относительно более древних её элементов, сформировавшихся в период отступления максимального оледенения. Фауна водных животных р. Усы и р. Вычегды на участке расширенной долины древнего стока (терр. Усть-Куломского района) имеет реликтовый характер и сформировалась в период Вюрмского оледенения (Зверева, 1969).
Отдельные группы фауны водных животных (олигохеты, моллюски и др.) рр. Вычегды и Камы очень близки по составу. Предполагается, что вычегодская фауна обогащается поступлением представителей волжской фауны через Северо-Екатерининский канал, соединяющий Вычегду и Каму.
Группа круглоротые представлена 2 видами миног: европейская речная и сибирская. Они встречаются в бассейнах Вычегды, Мезени и Печоры.
Костные рыбы представлены в реках и озёрах Республики Коми 8 отрядами, 12 семействами, 47 видами. В бассейне Печоры преобладают сибирские виды, в других бассейнах больше видов, проникающих с юга. К реликтам ледникового периода относятся: голец-палия, сибирский хариус, пелядь некоторых горных озёр и ряпушка Лемвинских озёр. К редким видам с ограниченным ареалом относится таймень; к краснокнижным — бычок-подкаменщик. В 1960—1970-е годы в бассейн Вычегды из Камы проникли белоглазка, краснопёрка, чехонь, судак.
Класс птиц представлен 239 видами, 44 семействами, 17 отрядами.
В Красные книги внесены: кречет, сапсан, беркут, орлан-белохвост, скопа, краснозобая казарка, пискулька и малый (тундряной) лебедь. Кроме того, охраняются: лебедь-кликун, все хищные птицы, совы, серый журавль, кроншнепы, соловей и др. Промысловое значение имеют: белая куропатка, глухарь, тетерев, рябчик, а также водоплавающие птицы (гуси, утки) и кулики (в основном вальдшнеп, дупель, бекасы).
Класс млекопитающих представлен 57 видами, 17 семействами, 6 отрядами.
Рукокрылые (5 редких видов): водяная, усатая и прудовая ночницы, ушан и северный кожанок. Последний отмечен у деревни Канавы, в верховье Печоры, на рр. Илыч и Б. Сыня.
Из насекомоядных (8 видов) обычны европейский крот, землеройки (бурозубки) и обыкновенная кутора.
Грызуны (22 вида) — наиболее широко представленный отряд. Он включает мелких грызунов (полёвки, мыши, крысы) с высокой численностью и широким распространением. Многие из грызунов — ценные промысловые виды: обыкновенная белка, речной бобр, ондатра (полуводный грызун родом из Северной Америки). Объектом пушного звероводства является нутрия.
Хищные представлены 16 видами диких животных, большинство из них ценные промысловые виды: соболь, лесная куница, европейская и американская норки, горностай, речная выдра, обыкновенная лисица, песец и др. объекты пушного звероводства (голубой песец). На севере встречается росомаха.
Из парнокопытных (4 вида): обычный лось, северный олень, редко косуля. В 1980-е годы в республике расселился кабан, проникнув на север вплоть до Удорского, Ухтинского и Троицко-Печорского районов.
Изменение фауны млекопитающих в настоящее время происходит, в основном, из-за антропогенного воздействия. Ряд видов акклиматизированы: ондатра — в 1931 году произведён выпуск в бассейн Печоры; енотовидная собака — в 1954 году выпущена 101 особь в Сторожевском и Усть-Куломском районах. На территории республики реакклиматизирован речной бобр. В 1976 году впервые отмечена американская норка, акклиматизированная в Западной Сибири; продолжается её естественное расселение в бассейнах Печоры и Летки.

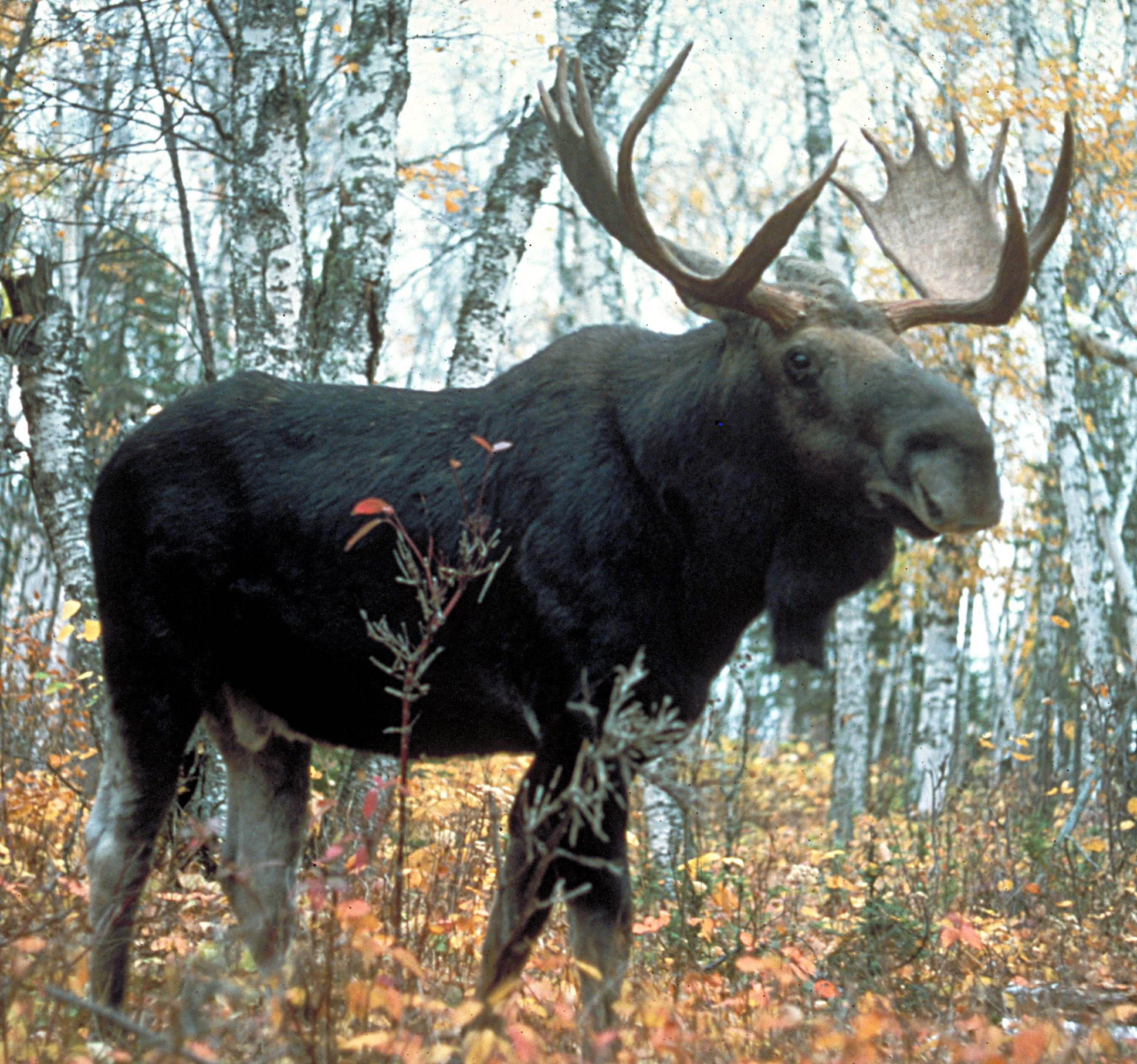
Лось (сохатый) — самый крупный представитель семейства оленьих
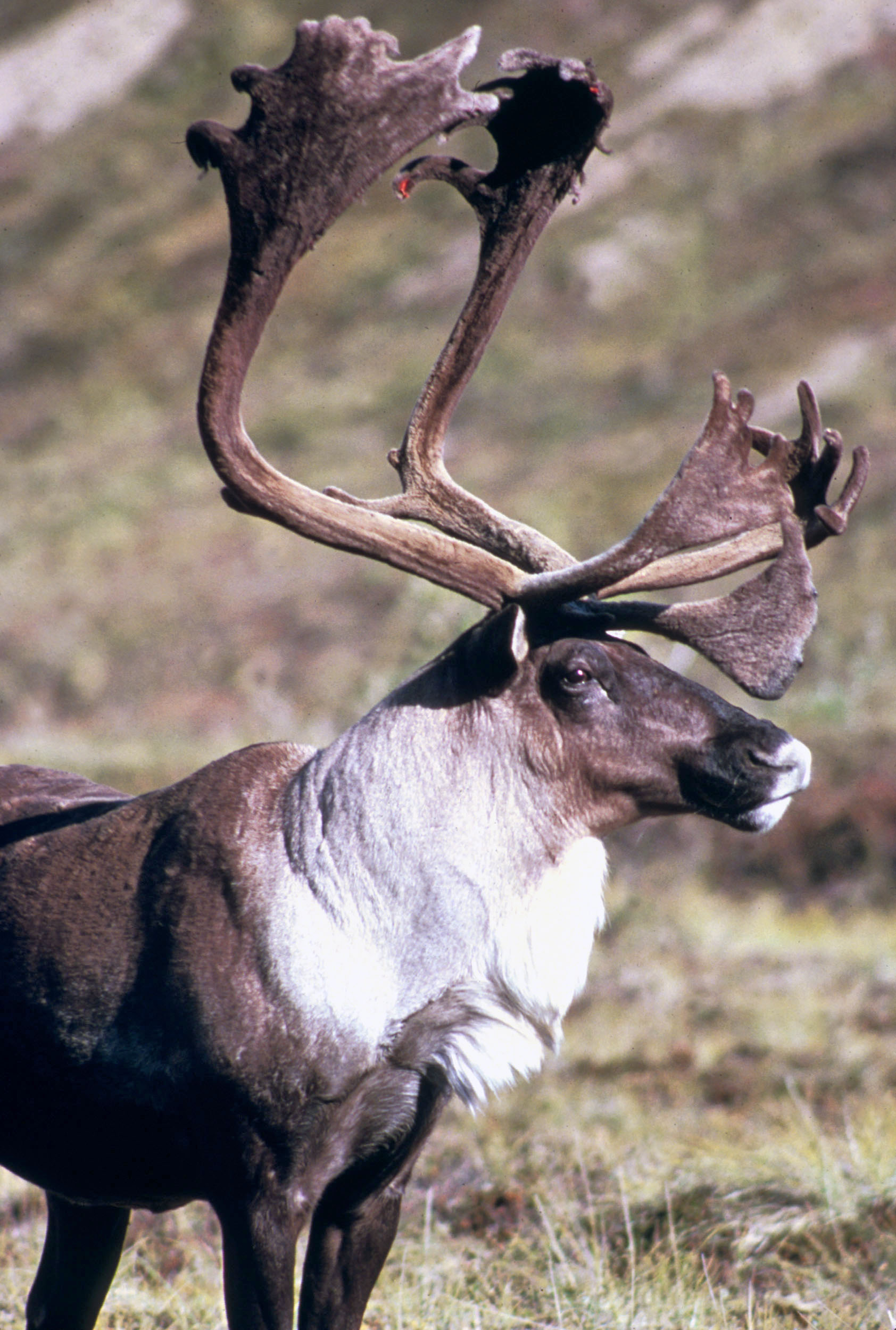
Северный олень
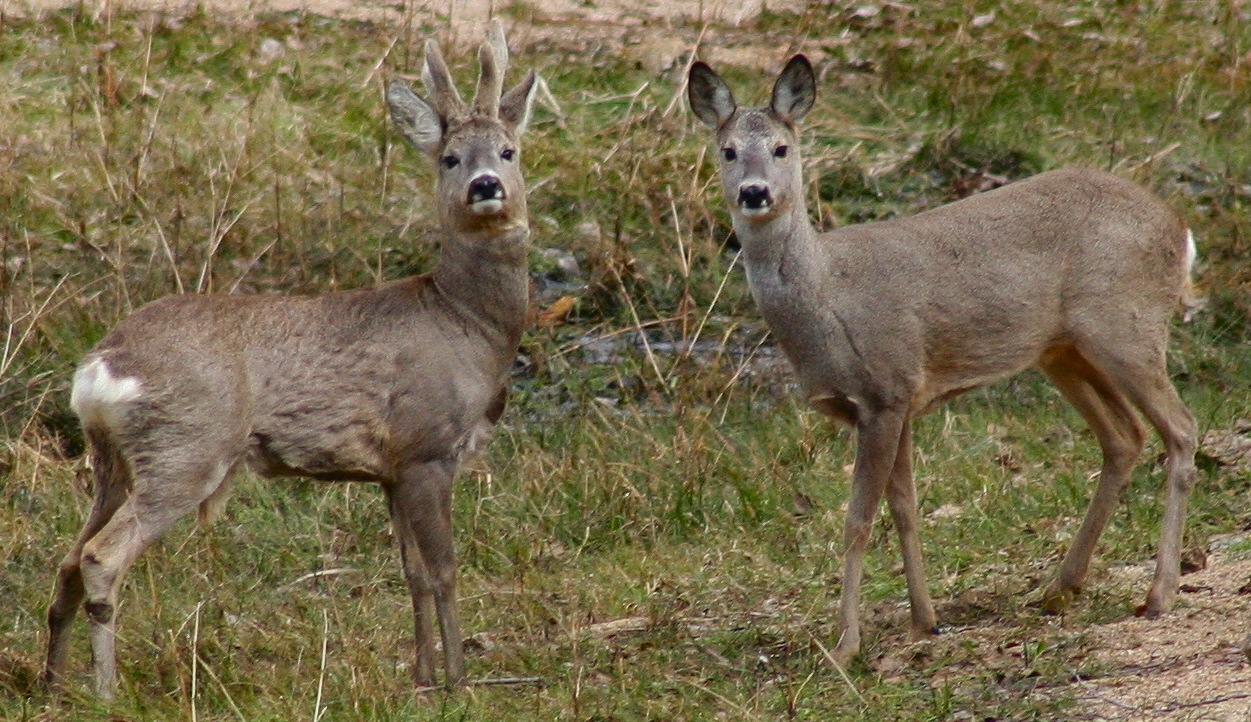
Европейская косуля
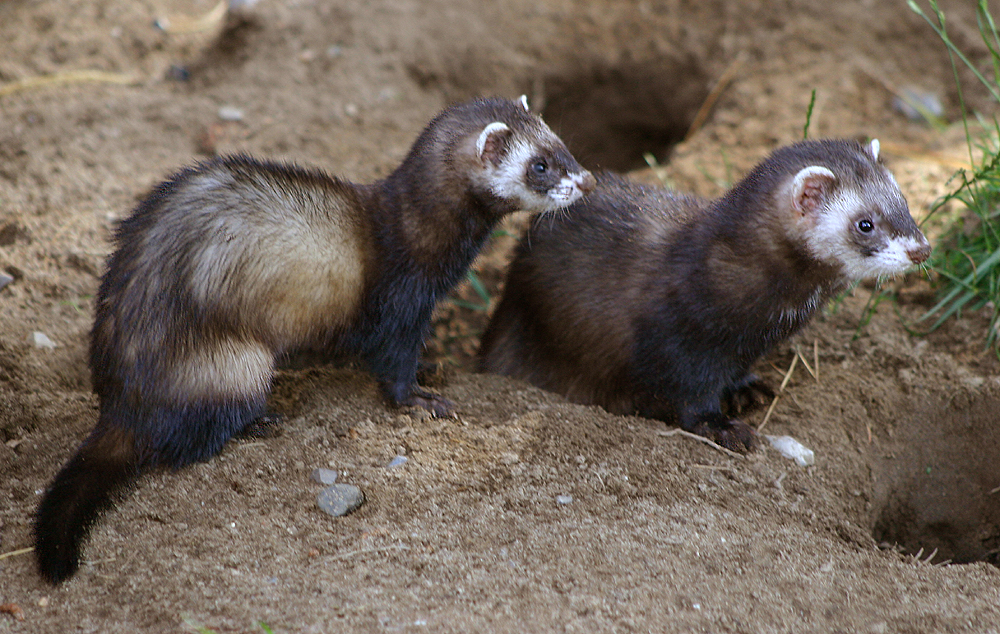
Хорь — хищник из семейства куньих
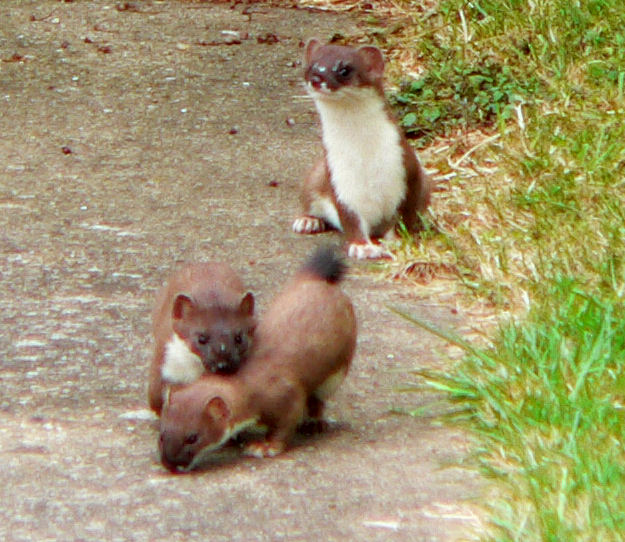
Семейка горностаев
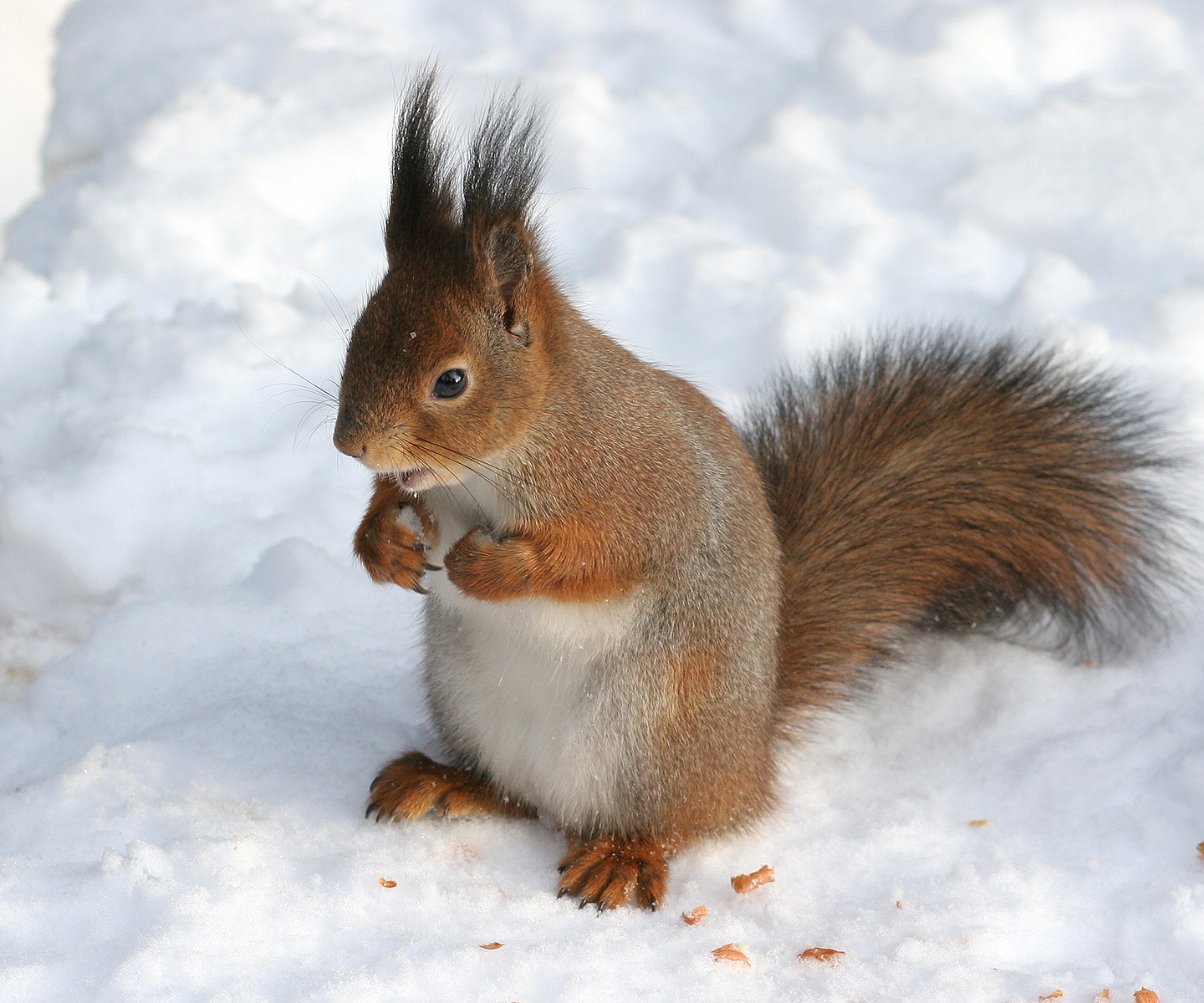
Белка обыкновенная

## История

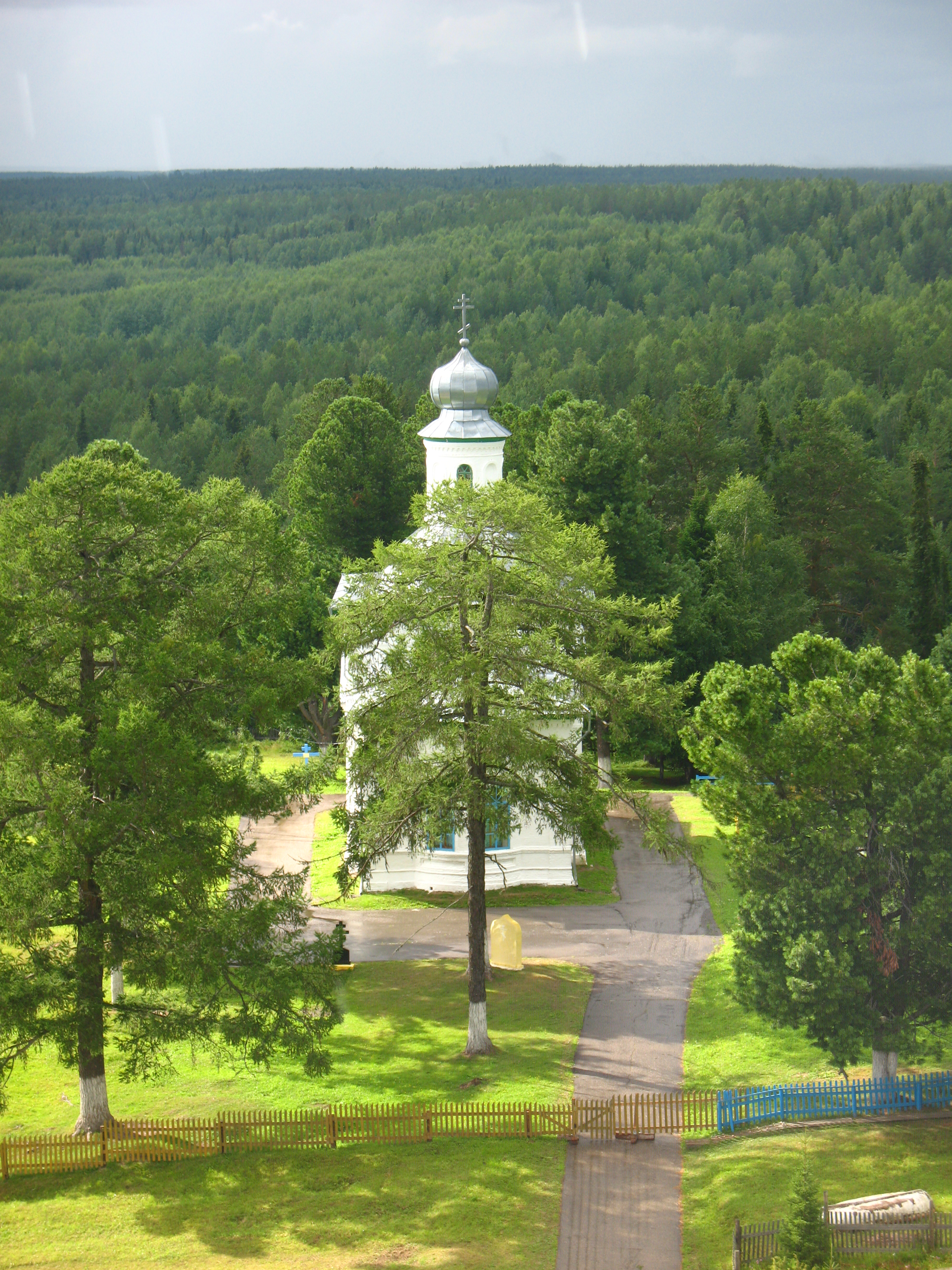
Основание Троицко-Стефановского монастыря связывают с миссионерской деятельностью Стефана Пермского в XIV веке

Точно неизвестно, когда впервые русские познакомились с землями Коми, расположенной в бассейнах Печоры и Вычегды. Но в XII веке туда постоянно приходили торговцы из Великого Новгорода и Суздальско-Ростовского княжества. В Средние века земли коми входили в состав владений Новгородской республики, в конце XV века отошли к Московскому княжеству. Важнейшим товаром, вывозимым за пределы территории, была пушнина. Из-за сурового климата и отсутствия круглогодичных путей сообщения территория долгое время оставалась малонаселённой, хотя ещё в середине XVIII векa в районе реки Ухты началась кустарная добыча нефти. Местные жители зовутся коми.
Промышленное развитие Коми и увеличение численности населения республики в 1930—1950-х годах связано с деятельностью ГУЛАГа и его подразделений (Ухтпечлаг и другие). В начале 1930-х годов в Коми были разведаны большие запасы каменного угля, который начали добывать в годы Великой Отечественной войны, чтобы компенсировать потерю Донбасса. Тогда же для вывоза угля, нефти и древесины заключёнными была проложена железная дорога Ухта — Печора — Инта — Воркута (1942).
22 июля — 1 августа 1953 года в Воркуте произошло Воркутинское восстание заключённых в Особом лагере № 6 «Речлаг». В конце 1950-х годов система ГУЛага была ликвидирована, однако большое количество мест лишения свободы в Коми существует до сих пор.
C распадом СССР промышленность Коми пережила кризис, что привело к большому оттоку населения из республики (за 1990—2007 годы число жителей Коми сократилось на 22 %).
29 августа 1990 года была принята Декларация о суверенитете и новое название — Коми Советская Социалистическая Республика. На официальных бланках в то время изображался государственный герб уже с новым названием «Коми ССР», флаг остался прежним. 26 мая 1992 года название национального государства изменилось на Республика Коми. В декларации и других документах того периода республика провозглашалась суверенным национальным государством. При этом вопрос о полной государственной независимости и выходе из состава РСФСР, как правило, не ставился, отношения с федеральным центром предполагалось в дальнейшем урегулировать путём заключения с ним договоров. В 2001 году Высший законодательный орган Республики Коми объявил в о том, что декларация о государственном суверенитете этого субъекта Федерации утратила силу. Такое решение депутаты Госсовета Коми приняли по итогам рассмотрения протеста прокурора республики, основанного на заключении Верховного суда России.

### Важнейшие даты в истории современной Республики Коми

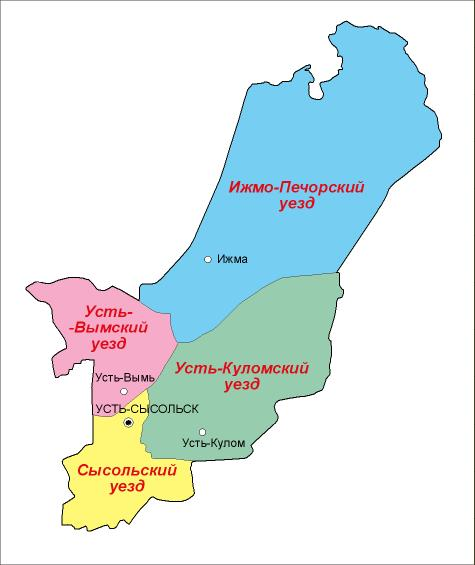
Автономная область Коми (Зырян) — административно-территориальная единица на северо-западе РСФСР с 1921 года по 1936 год.

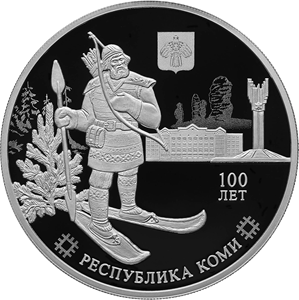
Монета Банка России, посвящённая 100-летию образования Республики Коми

- 22 августа 1921 года была образована автономная область в составе РСФСР — Автономная область Коми (Зырян);
- 5 декабря 1936 года была преобразована в автономную республику в составе РСФСР — Коми Автономная Советская Социалистическая Республика;
- 24 мая 1991 года была преобразована в республику в составе РСФСР — Коми ССР[17];
- 12 января 1993 года — Коми ССР преобразована в Республику Коми[18];
- 17 февраля 1994 — принята Конституция Республики Коми;
- 8 мая 1994 — первые выборы Главы Республики Коми;
- 6 июня 1994 — утверждена государственная символика Республики Коми: герб, флаг и гимн.

### История административно-территориальных преобразований
В XVIII веке основными административными единицами стали губернии, которые делились на уезды. Печорский край входил в Архангелогородскую губернию в составе трёх уездов — Яренского, Сольвычегодского и Пустозерского (Печорского).
В 1780 году Яренский уезд Архангельской области Вологодского наместничества был разделён на Яренский и Усть-Сысольский уезды. Уезды объединяли многочисленные волости.
Накануне Октябрьской революции большая часть Печорского края входила в состав Архангельской губернии, небольшие территории края входили также в состав Вологодской и Вятской губерний.
22 августа 1921 года была образована Автономная область Коми (Зырян). В состав области вошли Усть-Сысольский уезд полностью, 21 волость с коми населением Яренского уезда, Ижмо-Печорский уезд (большая часть Печорского уезда). Несколько позже, в 1923 году в состав области были переданы Верхнепечорские (Троицко-Печорская, Савиноборская, Щугорская) волости Чердынского уезда Пермской губернии, а в 1929 году в состав Коми области вошли Слудская волость и Усть-Цильма.
В 1929 году были образованы: Ижемский, Прилузский, Сыктывдинский, Сысольский, Удорский, Усть-Вымский, Усть-Куломский и Усть-Цилемский районы;
По решению ВЦИК и СНК РСФСР от 14 января 1929 года, Коми автономная область вошла в состав Северного края с центром в городе Архангельске.
5 декабря 1936 году автономная область Коми была преобразована в Коми Автономную Советскую Социалистическую Республику и вошла непосредственно в состав РСФСР.
В республике 12 административных районов, 8 городов республиканского подчинения с подчинёнными территориями, 2 города районного подчинения (Емва и Микунь), 37 посёлков, 190 сельсоветов.
- В 1930 — Сыктывкарский горсовет; 
в 1931 — Троицко-Печорский район; 
в 1939 — Княжпогостский и Корткеросский районы; 
в 1943 — Воркутинский горсовет; 
в 1949 — Койгородский район; 
в 1953 — Ухтинский горсовет; 
в 1957 — Интинский горсовет; 
в 1963 — Печорский район (с 1994 года — горсовет); 
в 1975 — Вуктыльский и Усинский районы (с 1994 года — горсоветы); 
в 1979 — Сосногорский район (с 1994 года — горсовет).

## Население
Численность населения республики по данным Госкомстата России составляет 714 785 чел. (2025). Плотность населения — 1,72 чел./км².

### Национальный состав
Этнический состав населения по данным переписей:
|          | перепись 1926    | перепись 1939    | перепись 1959    | перепись 1970    | перепись 1979    | перепись 1989    | перепись 2002    | перепись 2010    |
| -------- | ---------------- | ---------------- | ---------------- | ---------------- | ---------------- | ---------------- | ---------------- | ---------------- |
| Русские  | 13 731 (6,6 %)   | 70 226 (22,0 %)  | 389 995 (48,4 %) | 512 203 (53,1 %) | 629 523 (56,7 %) | 721 780 (57,7 %) | 607 021 (59,6 %) | 555 963 (65,1 %) |
| Коми     | 191 245 (92,2 %) | 231 301 (72,5 %) | 245 074 (30,4 %) | 276 178 (28,6 %) | 280 798 (25,3 %) | 291 542 (23,3 %) | 256 464 (25,2 %) | 202 348 (23,7 %) |
| Украинцы | 34 (0,0 %)       | 6010 (1,9 %)     | 80 132 (9,9 %)   | 82 955 (8,6 %)   | 94 154 (8,5 %)   | 104 170 (8,3 %)  | 62 115 (6,1 %)   | 36 082 (4,2 %)   |
| Татары   | 32 (0,0 %)       | 709 (0,2 %)      | 8459 (1,0 %)     | 11 906 (1,5 %)   | 17 836 (1,6 %)   | 25 980 (2,1 %)   | 15 680 (1,5 %)   | 10 779 (1,3 %)   |
| Белорусы | 11 (0,0 %)       | 3323 (1,0 %)     | 22 339 (2,8 %)   | 24 706 (3,1 %)   | 24 763 (2,2 %)   | 26 730 (2,1 %)   | 15 212 (1,5 %)   | 8859 (1,0 %)     |
| Немцы    | 15 (0,0 %)       | 2617 (0,8 %)     | 19 805 (2,5 %)   | 14 647 (1,8 %)   | 13 339 (1,2 %)   | 12 866 (1,0 %)   | 9246 (0,9 %)     | 5441 (0,6 %)     |
| Другие   | 2246 (1,1 %)     | 4810 (1,5 %)     | 40 395 (5,0 %)   | 42 207 (4,4 %)   | 49 948 (4,5 %)   | 67 779 (5,4 %)   | 52 936 (5,2 %)   | 34 831 (4,1 %)   |

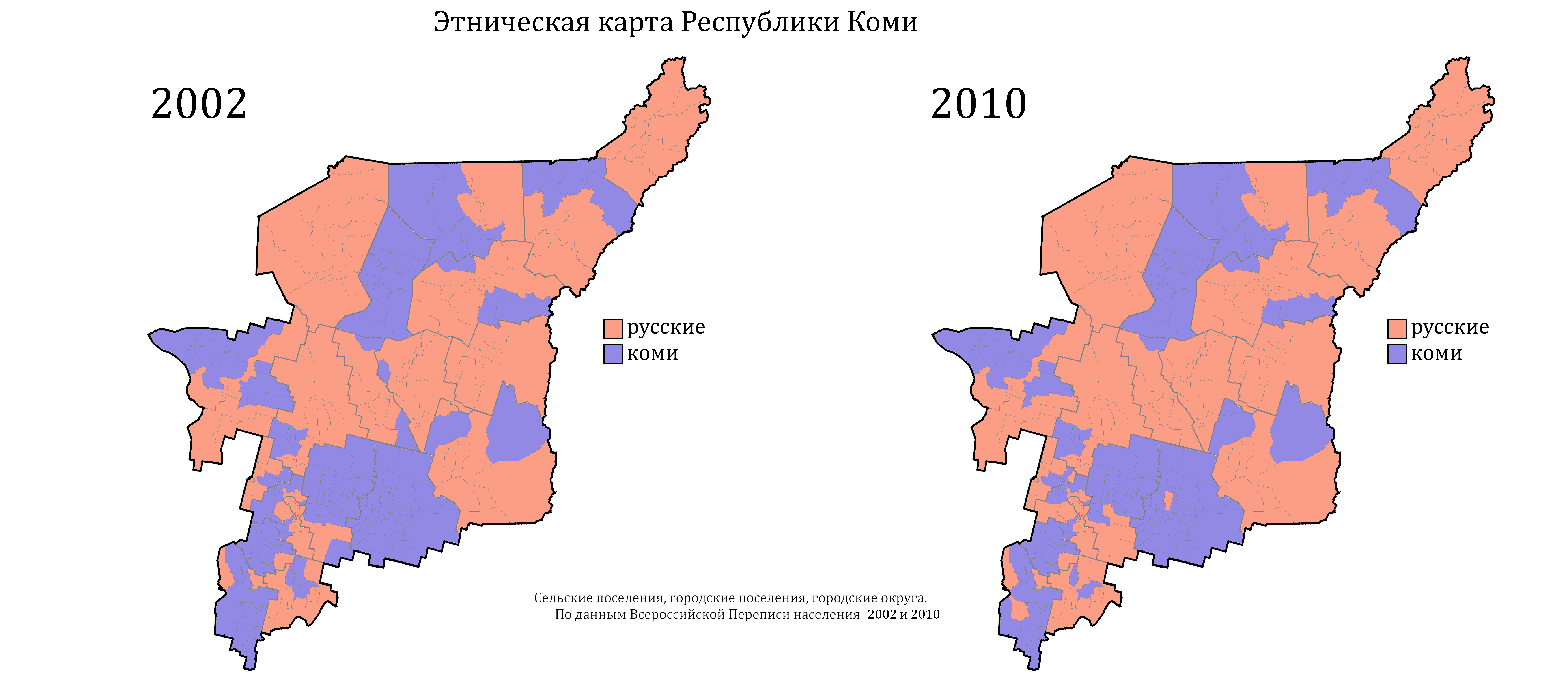
Этническая карта Коми по городским и сельским поселениям, перепись 2002 и 2010 гг.

По итогам переписи населения 2020 года проживали следующие национальности (национальности менее 0,1 % и другое, см. в сноске к строке «Другие»):
| Национальность | Численность, чел. | Доля     |
| -------------- | ----------------- | -------- |
| Русские        | 398 547           | 54,01 %  |
| Коми           | 127 089           | 17,22 %  |
| Украинцы       | 11 041            | 1,50 %   |
| Татары         | 4083              | 0,55 %   |
| Азербайджанцы  | 2710              | 0,37 %   |
| Белорусы       | 2639              | 0,36 %   |
| Немцы          | 1984              | 0,27 %   |
| Чуваши         | 1869              | 0,25 %   |
| Киргизы        | 1059              | 0,14 %   |
| Молдаване      | 1000              | 0,14 %   |
| Марийцы        | 945               | 0,13 %   |
| Армяне         | 907               | 0,12 %   |
| Башкиры        | 816               | 0,11 %   |
| Лезгины        | 812               | 0,11 %   |
| Другие         | 182 352           | 24,72 %  |
| Итого          | 737 853           | 100,00 % |

### Языки
Родные языки населения по данным переписи 2020—2021 годов (языки, которые родными указали 0,1 % или более от количества указавших родной язык):
| Язык                        | Всё население | Всё население                                     | Городское население | Городское население                               | Сельское население | Сельское население                                |
| Язык                        | человек       | % от указавших родной язык / % от всего населения | человек             | % от указавших родной язык / % от всего населения | человек            | % от указавших родной язык / % от всего населения |
| --------------------------- | ------------- | ------------------------------------------------- | ------------------- | ------------------------------------------------- | ------------------ | ------------------------------------------------- |
| Русский                     | 470 599       | 81,50 % / 63,78 %                                 | 379 194             | 91,35 % / 66,34 %                                 | 91 405             | 56,30 % / 54,97 %                                 |
| Коми                        | 91 961        | 15,93 % / 12,46 %                                 | 23 035              | 5,55 % / 4,03 %                                   | 68 926             | 42,46 % / 41,45 %                                 |
| Украинский                  | 3126          | 0,54 % / 0,42 %                                   | 2595                | 0,62 % / 0,45 %                                   | 531                | 0,33 % / 0,32 %                                   |
| Азербайджанский             | 1991          | 0,34 % / 0,27 %                                   | 1852                | 0,45 % / 0,33 %                                   | 139                | 0,09 % / 0,08 %                                   |
| Татарский                   | 1819          | 0,32 % / 0,25 %                                   | 1694                | 0,41 % / 0,30 %                                   | 125                | 0,08 % / 0,08 %                                   |
| Киргизский                  | 869           | 0,15 % / 0,12 %                                   | 863                 | 0,21 % / 0,15 %                                   | 6                  | 0,00 % / 0,00 %                                   |
| Чувашский                   | 828           | 0,14 % / 0,11 %                                   | 681                 | 0,16 % / 0,12 %                                   | 147                | 0,09 % / 0,09 %                                   |
| Лезгинский                  | 586           | 0,10 % / 0,08 %                                   | 523                 | 0,13 % / 0,09 %                                   | 63                 | 0,04 % / 0,04 %                                   |
| Другие языки                | 5642          | 0,98 % / 0,77 %                                   | 4644                | 1,12 % / 0,81 %                                   | 998                | 0,61 % / 0,60 %                                   |
| Всего указавших родной язык | 577 421       | 100,00 % / 78,26 %                                | 415 081             | 100,00 % / 72,62 %                                | 162 340            | 100,00 % / 97,63 %                                |
| Не указавших родной язык    | 160 432       | — % / 21,74 %                                     | 156 497             | — % / 27,38 %                                     | 3935               | — % / 2,37 %                                      |
| Итого                       | 737 853       | — % / 100,00 %                                    | 571 578             | — % / 100,00 %                                    | 166 275            | — % / 100,00 %                                    |

Владение языками в Республике Коми по данным переписи 2020—2021 годов (языки, владение которыми указали 0,1 % или более от количества указавших владение каким-либо языком):
| Язык                            | Всё население | Всё население                                         | Городское население | Городское население                                   | Сельское население | Сельское население                                    |
| Язык                            | человек       | % от указавших владение языком / % от всего населения | человек             | % от указавших владение языком / % от всего населения | человек            | % от указавших владение языком / % от всего населения |
| ------------------------------- | ------------- | ----------------------------------------------------- | ------------------- | ----------------------------------------------------- | ------------------ | ----------------------------------------------------- |
| Русский                         | 587 095       | 99,73 % / 79,57 %                                     | 424 414             | 99,82 % / 74,25 %                                     | 162 681            | 99,48 % / 97,84 %                                     |
| Коми                            | 101 626       | 17,26 % / 13,77 %                                     | 27 028              | 6,36 % / 4,73 %                                       | 74 598             | 45,62 % / 44,86 %                                     |
| Английский                      | 25 211        | 4,28 % / 3,42 %                                       | 22 334              | 5,25 % / 3,91 %                                       | 2877               | 1,76 % / 1,73 %                                       |
| Украинский                      | 6734          | 1,14 % / 0,91 %                                       | 5683                | 1,34 % / 0,99 %                                       | 1051               | 0,64 % / 0,63 %                                       |
| Немецкий                        | 5427          | 0,92 % / 0,74 %                                       | 4466                | 1,05 % / 0,78 %                                       | 961                | 0,59 % / 0,58 %                                       |
| Азербайджанский                 | 1871          | 0,32 % / 0,25 %                                       | 1714                | 0,40 % / 0,30 %                                       | 157                | 0,10 % / 0,09 %                                       |
| Татарский                       | 1732          | 0,29 % / 0,23 %                                       | 1575                | 0,37 % / 0,28 %                                       | 157                | 0,10 % / 0,09 %                                       |
| Французский                     | 1446          | 0,25 % / 0,20 %                                       | 1187                | 0,28 % / 0,21 %                                       | 259                | 0,16 % / 0,16 %                                       |
| Чувашский                       | 746           | 0,13 % / 0,10 %                                       | 585                 | 0,14 % / 0,10 %                                       | 161                | 0,10 % / 0,10 %                                       |
| Молдавский                      | 728           | 0,12 % / 0,10 %                                       | 434                 | 0,10 % / 0,08 %                                       | 294                | 0,18 % / 0,18 %                                       |
| Киргизский                      | 721           | 0,12 % / 0,10 %                                       | 713                 | 0,17 % / 0,12 %                                       | 8                  | 0,00 % / 0,00 %                                       |
| Белорусский                     | 670           | 0,11 % / 0,09 %                                       | 563                 | 0,13 % / 0,10 %                                       | 107                | 0,07 % / 0,06 %                                       |
| Русский жестовый язык           | 593           | 0,10 % / 0,08 %                                       | 476                 | 0,11 % / 0,08 %                                       | 117                | 0,07 % / 0,07 %                                       |
| Всего указавших владение языком | 588 709       | 100,00 % / 79,79 %                                    | 425 171             | 100,00 % / 74,39 %                                    | 163 538            | 100,00 % / 98,35 %                                    |
| Не указавших владение языками   | 149 144       | — % / 20,21 %                                         | 146 407             | — % / 25,61 %                                         | 2737               | — % / 1,65 %                                          |
| Итого                           | 737 853       | — % / 100,00 %                                        | 571 578             | — % / 100,00 %                                        | 166 275            | — % / 100,00 %                                        |

До середины 20 века, коми язык являлся преобладающим на территории современной Республики Коми. Одновременно со становлением Коми АССР и развитием литературного языка в 1920-е годы в школах появился коми язык, проводилась политика «зырянизации». В 1925 году в республике насчитывалось 203 коми, 14 русских и 54 коми-русских школы. Однако быстрый переход к русификации в 1930-е годы и отсутствие последовательной региональной этноязыковой политики в послевоенный период привели к практическому вытеснению коми языка из школьной системы и большинства сфер общественной жизни. В первые послевоенные годы поэт В. И. Лыткин, вернувшись в Коми АССР после тюрьмы и многолетней ссылки, обнаружил, что детям коми национальности, не владевшим до школы русским языком, даже на переменах запрещали говорить на материнском языке; точно так было, когда сам В. И. Лыткин ещё до революции начинал учиться в русской школе. К 1974 году не осталось ни одной школы, где обучение велось бы на коми языке. К началу 21 века городская местность Республики Коми почти полностью русифицирована, коми язык преобладал только в сельской местности некоторых её районов. По классификации ЮНЕСКО, коми язык является языком с угрозой исчезновения.

## Государственное и муниципальное управление
Государственная власть в Республике Коми осуществляется на основе разделения на законодательную, исполнительную и судебную.
Высшим должностным лицом республики является Глава Республики Коми. С 23 сентября 2020 года по 5 ноября 2024 года должность занимал Владимир Уйба. В настоящее время должность главы республики временно занимает Ростислав Гольдштейн.
Высшим исполнительным органом государственной власти республики является Правительство Республики Коми.
Высшим законодательным органом государственной власти республики является Государственный Совет (парламент) Республики Коми.

## Административно-территориальное деление

Городские округа и муниципальные районы на карте Республики Коми городские округа: 1 Сыктывкар, 2 Воркута, 3 Инта, 4 Усинск, 5 Ухта, 6 Вуктыл; муниципальные районы: 7 Ижемский, 8 Княжпогостский, 9 Койгородский, 10 Корткеросский, 11 Печора, 12 Прилузский, 13 Сосногорск, 14 Сыктывдинский, 15 Сысольский, 16 Троицко-Печорский, 17 Удорский, 18 Усть-Вымский, 19 Усть-Куломский, 20 Усть-Цилемский.

В административно-территориальном отношении Республика Коми делится на следующие административно-территориальные единицы: 8 городов республиканского значения с подчинёнными им территориями (Сыктывкар, Воркута, Вуктыл, Инта, Печора, Сосногорск, Усинск, Ухта) и 12 районов (Ижемский, Княжпогостский, Койгородский, Корткеросский, Прилузский, Сыктывдинский, Сысольский, Троицко-Печорский, Удорский, Усть-Вымский, Усть-Куломский, Усть-Цилемский). Районы и территории, подчинённые городам республиканского значения, подразделяются на административные территории. Города республиканского значения могут подразделяться на районы в городах.
Крайний Север
- Города Воркута, Инта, Усинск; районы: Ижемский, Печорский, Усть-Цилемский относятся к районам Крайнего Севера.
- Города: Сыктывкар, Печора, Микунь и Ухта; районы: Вуктыльский, Княжпогостский, Койгородский, Корткеросский, Прилузский, Сосногорский, Сыктывдинский, Сысольский, Троицко-Печорский, Усть-Вымский, Удорский, Усть-Куломский; село Усть-Лыжа Усинского городского округа приравнены к районам Крайнего Севера.

Муниципальное устройство
Городские округа
- Сыктывкар;

Муниципальные округа
- Воркута;
- Вуктыл;
- Инта;
- Княжпогостский;
- Усинск;
- Ухта.

Муниципальные районы
- Ижемский муниципальный район;
- Койгородский муниципальный район;
- Корткеросский муниципальный район;
- Муниципальный район Печора;
- Прилузский муниципальный район;
- Муниципальный район Сосногорск;
- Сыктывдинский муниципальный район;
- Сысольский муниципальный район;
- Троицко-Печорский муниципальный район;
- Удорский муниципальный район;
- Усть-Вымский муниципальный район;
- Усть-Куломский муниципальный район;
- Усть-Цилемский муниципальный район.

Населённые пункты
Населённые пункты с численностью населения более 5 тысяч человек
| Сыктывкар | ↘219 094 |
| Ухта      | ↘77 164  |
| Воркута   | ↘55 702  |
| Печора    | ↘34 001  |
| Усинск    | ↘31 200  |

| Сосногорск | ↘21 850 |
| Инта       | ↘19 372 |
| Емва       | ↘10 620 |
| Выльгорт   | ↘10 564 |
| Вуктыл     | ↘9001   |

| Микунь          | ↘8288 |
| Нижний Одес     | ↘7268 |
| Краснозатонский | ↘7367 |
| Жешарт          | ↘6876 |
| Воргашор        | ↘6375 |

| Визинга         | ↘6353 |
| Ярега           | ↘6144 |
| Троицко-Печорск | ↘5824 |
| Объячево        | ↘5617 |
| Усть-Кулом      | ↘5077 |

## Экономика
Валовой региональный продукт Республики Коми в 2018 году составил 665,7 миллиарда рублей, в пересчёте на душу населения — 796,8 тысяч рублей в год.

### Современная основа экономики Республики Коми
Экономика Коми связана с добычей и первичной переработкой полезных ископаемых — нефть, газ, уголь, бокситы, самоцветы и т. д., обработка древесины и бумагоделательные предприятия.
Крупнейшие предприятия Республики Коми.
- АО «Сыктывкарский ЛПК» — один из крупнейших целлюлозно-бумажных комбинатов России.
- ОАО «Сыктывкар Тиссью Груп» — одна из ведущих российский компаний по производству санитарно-гигиенической продукции.
- ОАО «Комитекс» — фабрика нетканых материалов — первое предприятие текстильной промышленности в республике.
- Сыктывкарский лесодеревообрабатывающий комбинат.
- Сыктывкарский промкомбинат — первое в республике предприятие по производству деревянных домов заводской сборки.
- ОАО «Сыктывкарский ликёро-водочный завод» — ведущий производитель алкогольной продукции в Республике Коми.
- ОАО «Комиавиатранс» — крупнейшая авиакомпания Республики Коми, единственное предприятие, включающее в свой состав все аэропорты Республики Коми; специализируется на перевозке пассажиров и грузов в труднодоступные районы Республики Коми, авиационном патрулировании лесов, авиационном обеспечении экстренных медицинских работ в труднодоступных районах Республики Коми, аварийно-спасательных работах.
- ООО «ЛУКОЙЛ-Коми» — крупнейшее предприятие по добыче нефти и газа на юге Тимано-Печорской нефтегазоносной провинции.
- Северный филиал ООО «Лукойл-Северо-Западнефтепродукт» — самый крупный филиал ООО «Лукойл-СЗНП», обеспечивающий работу 88 автозаправочных станций на территории четырёх субъектов Российской Федерации: в Республике Коми, Архангельской области, Ненецком и Ямало-Ненецком автономных округах[37].
- ООО «Лукойл-Ухтанефтепереработка» (Лукойл) — нефтеперерабатывающий завод мощностью по переработке 3,2 млн тонн нефти в год[38].
- ООО «Газпром трансгаз Ухта» — дочернее газотранспортное предприятие ОАО «Газпром». Протяжённость газотранспортной системы ООО «Газпром трансгаз Ухта» в однониточном исполнении составляет более 12 тысяч км.
- Ухтинский филиал ООО «Газпром бурение» — крупнейшее буровое предприятие Республики Коми, осуществляющее деятельность на территории республики и за её пределами (в частности, в Ненецком автономном округе и на полуострове Ямал).
- ОАО «Северные магистральные нефтепроводы» АК «Транснефть» (Нефтепровод Уса — Ярославль): нефтеперекачивающая станция «Ухта-1» и ПСУ «Ухта».
- ООО «Газпром переработка» — предприятие по добыче, комплексной переработке и транспорту нефти, газа и газового конденсата
- Ухтинский экспериментально-механический завод.
- Воркутауголь — градообразующее предприятие по добыче угля.
- Воркутацемент.
- Воркутинский механический завод.
- Печорская ГРЭС — электростанция с установленной мощностью более 1 млн кВт (мощность первой очереди — 1,26 млн кВт). Печорская ГРЭС вырабатывает около 1/3 электроэнергии в РК и является одним из крупнейших предприятий электроэнергетики на Европейском Севере России.
- Усинский нефтеперерабатывающий завод — самый северный нефтеперерабатывающий завод в России мощностью 1,3 млн тонн в год[39].

### Полезные ископаемые
По особенностям геологического строения можно выделить Полярно-Приполярно-Уральскую, Пай-Хой-Южно-Новоземельскую, Печорскую, Тиманскую и Вятско-Двинскую металлогенические провинции. Состояние общей геологической изученности территории Республики Коми и степень разведанности позволяют пока выделять в качестве наиболее значимых для народного хозяйства только ограниченный круг полезных ископаемых. К ним в частности относятся: уголь, нефть, природный газ, бокситы, золото и алмазы.
Горючие полезные ископаемые
- Угленосные отложения, подавляющее большинство месторождений находится в пределах Печорского угольного бассейна, геологические запасы составляют 213 млрд тонн, разведанные — 9 млрд тонн (19 % — бурые, 78 % — каменные и 3 % — антрациты).
- Горючие сланцы, выделяется 4 бассейнах: Сысольский, Яренгский. Ижемский и Большеземельский.
- Асфальтиты, промышленное месторождение находится на Тимане, в бассейне реки Ижмы, около деревни Нямед. Тиманские месторождения одни из самых богатых в России.
- Торф, торфяные болота занимают площадь более 10 % территории республики, запасы — 12 млрд тонн.
- Нефть и природный газ. На площади 600 тыс. км² располагается Тимано-Печорская нефтегазоносная провинция, геологические запасы нефти достигают 4 млрд тонн, углеводородных газов — около 3 триллионов кубических метров.

Горно-химическое сырьё
- Фосфориты известны в бассейне рек Сысолы, Выми, на Тимане, Полярном Урале и Пай-Хое. На Сысоле и Тимане фосфориты связаны с осадками юрского возраста.
- Сера, небольшое месторождение самородной серы известно на Южном Тимане на реке Северная Кельтма, где сера приурочена к пермским отложениям.
- Каменная и калийная соль. Солеварение на территории Коми края известно с XII века. Промышленные запасы месторождения у села Серёгово — 2,7 млрд тонн. Из него ежегодно добывалось до 6 тыс. тонн пищевой соли.
- Барит. Самым крупным является Хойлинское месторождение, расположенное около города Воркуты. Запасы его около 40 млн тонн. Аналогичное Пальнинское месторождение обладает запасами около 17 млн тонн.

Горнотехническое сырьё
- Флюорит. Крупные залежи известны в пределах Урало-Новоземельской провинции: Южно-Новоземельский, Амдерминский, Южно-Пай-Хойский и Западно-Уральский равнины. Из разведанных месторождений самым крупным является Амдерминское (оставшиеся запасы составляют более 1,5 млн тонн).
- Горный хрусталь. Месторождения известны в горах Приполярного Урала (открыты в 1927 году А. Н. Алешковым), где уже с начала 1930-х годов он успешно разрабатывается в качестве пьезооптического сырья. Мелкие кристаллы встречаются в агатовых миндалинах на Северном Тимане.

Природные каменные материалы
- Известняки и доломиты. Наиболее крупным среди разрабатывающихся месторождений является Бельгопское (Ухтинский район) с запасами более 15 млн м³.
- Гипсы. На Ижемском месторождении запасы превышают 150 млн тонн, а на Усть-Цилемском — 70 млн тонн.
- Песчаники, кварциты, кристаллические породы. Большими запасами кварцевых стекольных песчаников каменноугольного возраста обладает Войское месторождение на Средней Печоре.

Камнесамоцветное сырьё
- Ограночные камни — кварц, рубины, гранаты, прениты, янтарь. Ювелирные разности кварца известны на Приполярном Урале. Рубины встречаются на Полярном Урале. Прениты обнаружены на Северном Тимане, где они часто заполняют пустоты в девонских базальтах.
- Поделочные камни — агаты, яшма, мраморы, нефрит, жадеит, серпентиниты. Агаты известны на Тимане и Полярном Урале, где разведанные запасы их составляют несколько сот тонн. Яшмы в небольших установлены на Пай-Хое (полосчатые разности, запасы ок. 20 млн т). Мраморы в составе отложений протерозойской и палеозойской эр встречаются на Приполярном и Полярном Урале и на Тимане; серые мраморы в районе железной дороги Сейда-Лабытнанги (запасы ок. 4 млн т), серые и желтоватые мраморы около станции Хальмер-Ю и на Южном Тимане. Нефрит и жадеит: их месторождения известны на Полярном Урале. Проявления серпентинитов установлены на Приполярном Урале в бассейне рек Вангыр, Б. Паток и Косью.
- Алмазы — эти минералы в Республике Коми встречены в девонских палеороссыпях, реже в совр. россыпях на Среднем и Северном Тимане, единичные находки известны на Северном Урале. Ведутся поиски коренных источников алмазов.

Рудные полезные ископаемые
- Титановые руды. Наиболее разведанным месторождением является Ярегское. Содержание лейкоксена достигает 20—30 %, мощность — от 6 до 100 м. Общие запасы руды в месторождениях Республики Коми составляют 30 % от запасов СНГ.
- Алюминиевые руды. За последние годы на Южном и Среднем Тимане открыта крупная бокситоносная провинция. Месторождения связаны с каменноугольными отложениями.
- Руды благородных металлов. Золотопроявления широко распространены на Приполярном и Полярном Урале и на Тимане. Известны как коренные, так и россыпи. Особенно интересны промышленные россыпи золота в бассейне реки Кожым (где в 1989 году началась добыча россыпного золота) и на Тимане в верховьях рек Цильмы, Пижмы, Нившеры (По данным Н. М. Карамзина, в 1497 была отчеканена монета из золота, добытого на реке Цильме. Эту монету, с изображением Святого Николая, Иван III подарил своей дочери Феодосии).

### Энергетика
По состоянию на начало 2021 года, на территории Республики Коми эксплуатировались 1356 электростанций и автономных источников питания, подавляющее большинство из которых представлено небольшими электростанциями, обслуживающими конкретных потребителей. При этом более 90 % электроэнергии производят несколько крупных станций — Печорская ГРЭС, ТЭЦ СЛПК, Воркутинская ТЭЦ-2, Сосногорская ТЭЦ. Общая мощность электростанций (мощностью более 5 МВт) составляет 2467,8 МВт, в 2020 году они произвели 9,7 млрд кВт⋅ч электроэнергии.

### Сельское хозяйство, охота и лесное хозяйство
Численность сельского населения на 1 января 2021 года 176.518 человек, 22 % от общего населения Республики Коми.
Оленеводство является важной традиционной отраслью республики, в 1990-е годы поголовье сокращалось медленнее, чем в большинстве других регионов РФ: в 1990 году на территории Коми насчитывалось 124 тыс. оленей, а в 2000 году 102 тыс. голов. С 2007 года началось резкое сокращение поголовья и в 2010 году в республике было 82 тыс. оленей. По состоянию на 1 января 2011 года 76,5 % оленей находилось в собственности сельхозпредприятий. Выращивают кормовые культуры, а также картофель, овощи и зерновые культуры. Животноводство специализируется на мясо-молочном направлении, имеется свиноводство и птицеводство. Разводят песца, норку и др.
Поголовье крупного рогатого скота на 1 января 2020 года в хозяйствах всех категорий составило 29,9 тыс. голов (-1,7 тыс.), в том числе коров — 13,6 тыс. голов (-0,6 тыс.); поголовье свиней — 39,9 тыс. (+2,5 тыс.), овец 6,6 тыс. (-0,8 тыс.), козы 3,9 тыс. (-0,5 тыс.), лошади 2,1 тыс. (-0,2 тыс.), северные олени 93,0 тыс. (-2,9 тыс.).
В 2019 году произведено скот и птица на убой (в убойном весе) 25,0 тыс. тонн, собрано картофель 42 тыс. тонн (-12,4 тыс. тонн), овощи 14,6 тыс. тонн (-5,5 тыс. тонн). В 2020 году производство молока 53,4 тыс. тонн.
| тыс. гектар | 101 | 100,5 | 99,6 | 83,2 | 52,7 | 40,5 | 40,7 | 34,9 |

## Кредитные рейтинги
Рейтинговое агентство АКРА в 2017 году присвоило Республике Коми кредитный рейтинг на уровне BBB(RU). Рейтинг был дважды подтвержден в 2018 году, затем повышен до BBB+(RU) и A-(RU) в 2019. На уровне A-(RU) рейтинг подтверждался дважды в год в 2020-2022, затем в 2022 повышен до A(RU) и на этом уровне подтверждается два раза в год (2023-2025).

## Транспорт

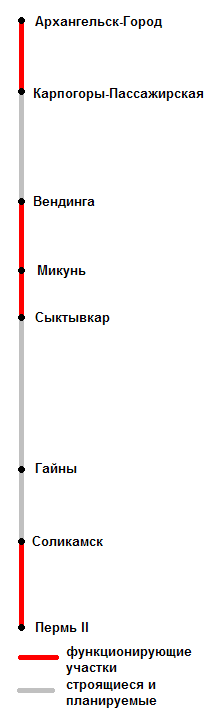
Планируемая схема строительства Белкомура

Транспортную сеть в Республике Коми составляют:
- 2,3 тыс. км железнодорожных путей (в том числе 1,7 тыс. км общего пользования),
- 4,1 тыс. км внутренних водных судоходных путей (в том числе 3,1 тыс. км общего пользования, из них водные пути Печорского бассейна — 2,5 тыс. км, Вычегодского бассейна — 0,6 тыс. км),
- 11,8 тыс. км автомобильных дорог (в том числе 6,3 тыс. км автомобильных дорог общего пользования).

### Железнодорожный
Основу железнодорожной сети общего пользования на территории Республики Коми образует железнодорожная магистраль Котлас — Воркута, являющаяся частью Северной железной дороги, общей протяжённостью 1,7 тыс. км и три малоинтенсивные железнодорожные линии Микунь — Кослан — Вендинга, Сосногорск — Троицко-Печорск и Сыня — Усинск.
Перспективы развития
Белко́мур (Белое море — Коми — Урал) — планируемая стратегическая железнодорожная магистраль, которая напрямую соединит Пермь, Соликамск, Гайны, Сыктывкар и Архангельск. Планируемая протяжённость магистрали — 1252 км, из них новое строительство — 712 км, оставшаяся часть — уже существующие участки, принадлежащие ОАО «РЖД», но требующие крупной модернизации и электрификации. В ноябре 1998 года был забит символический серебряный костыль Белкомура. Затем было построено несколько километров дороги (примерно по 4 км вблизи Карпогор и вблизи Вендинги).
Баренцко́мур (Баренцево море — Коми — Урал) — проект создания железнодорожной магистрали, которая напрямую соединит Индигу, Сосногорск, Троицко-Печорск, Полуночное и Сургут.

### Автомобильный
По состоянию на 1 января 2010 года, протяжённость автомобильных дорог общего пользования, находящихся в государственной собственности Республики Коми, составила 6041,6 км, в том числе с твёрдым покрытием 5330,9 км, или 88,2 % от общей протяжённости автодорог. В структуре республиканских дорог с твёрдым покрытием преобладают дороги с асфальтобетонным покрытием (68,0 %). Дополняет сеть автомобильных дорог Республики Коми федеральная автомобильная дорога «Вятка» (Киров — Мураши — Сыктывкар в границах Республики Коми) протяжённостью 283,6 км.
Плотность сети автомобильных дорог общего пользования с твёрдым покрытием (включая федеральную) в республике составляет 13,5 км на 1000 км². По плотности автомобильных дорог Республика Коми находится на одном из последних мест среди регионов России, располагая только 60 % автомобильных дорог от минимальной необходимой потребности для успешной и эффективной работы экономики республики.
Вместе с тем, автотранспортная структура Республики Коми не отличается высоким качеством из-за большой доли дорог переходного типа и грунтовых дорог. Так, дороги переходного типа занимают 30,6 % в общей протяжённости дорог общего пользования с твёрдым покрытием, или 1629,9 км. Постепенно снижается протяжённость грунтовых дорог, составивших на 1 января 2010 года 710,7 км, или 11,8 % от общей протяжённости автомобильных дорог.
Дорожная сеть Республики Коми на 1 января 2010 года оснащена 533 мостами и путепроводами, из них в капитальном исполнении 339 единиц, или 63,6 % от общего количества, 18 наплавных мостов. На 1 января 2010 года в республике 194 деревянных мостов, или 36,4 % от общего числа мостов и путепроводов. Деревянные мостовые конструкции преобладают на территории Усть-Куломского, Удорского и Прилузского районов.
В зимний период транспортную связь в сельской местности обеспечивают 25 ледовых переправ общей протяжённостью 12 км, в том числе уникальные по протяжённости ледовые переправы через реку Печору длиной более 1,5 км каждая.
35,8 % сельских населённых пунктов Республики Коми не имеет устойчивой транспортной связи по дорогам с твёрдым покрытием с сетью дорог общего пользования. Населённые пункты семи муниципальных образований, в которых проживает более 300 тыс. человек, в том числе города Печора, Усинск, Инта, Воркута, не имеют устойчивой транспортной связи с сетью республиканских автодорог и соседними регионами.
В Республике Коми продолжается строительство автомобильной дороги «Сыктывкар — Ухта — Печора — Усинск — Нарьян-Мар с подъездами к городам Воркута и Салехард», а также содержание и ремонт проходящих на территории республики участков федеральных автодорог Р-176 «Вятка» и А-123 «Чекшино — Тотьма — Котлас — Куратово». В планах передача в федеральную собственность автодороги Сыктывкар — Кудымкар, проходящей по территории Республики Коми и Пермского края, а также ещё не введённой в эксплуатацию автодороги «Сыктывкар — Ухта — Печора — Усинск — Нарьян-Мар».

### Воздушный
На территории Республики Коми функционируют аэропорты «Сыктывкар», «Воркута», «Ухта», «Печора», «Усинск», «Инта» и «Усть-Цильма», которые входят в состав «Комиавиатранс».
На республиканском рынке авиаперевозок действуют авиакомпании «Комиавиатранс», «Аэрофлот — Российские авиалинии», «ЮТэйр», «Smartavia», «РусЛайн», «Россия». Кроме того, на территории Республики Коми расположено дочернее предприятие «Филиал Аэронавигация Северного Урала» ФГУП «Государственная корпорация по организации воздушного движения» — предприятие по использованию воздушного пространства, управлению воздушным движением и радиотехническим обеспечением.

### Водный
Плотность речных путей в Республике Коми составляет 9,8 км на 1000 км².
Деятельность по обеспечению услуг речного транспорта на территории Республики Коми осуществляет Печорское государственное бассейновое управление водных путей и судоходства, которое организует работу по эксплуатации и развитию водных путей Печорского бассейна (протяжённостью 2589 км) и Сыктывкарский район водных путей — филиал Северо-Двинского государственного бассейнового управления водных путей и судоходства, который обслуживает работу по эксплуатации и развитию водных путей Вычегодского бассейна (протяжённостью 601 км).
Основными предприятиями речного транспорта общего пользования в Республике Коми, которые осуществляют перевозку пассажиров, грузов и погрузочно-разгрузочные работы, являются ОАО Судоходная компания «Печорское речное пароходство», ОАО «Печорский речной порт», ООО Судоходная компания «Печора».

### Трубопроводный
Транспорт нефти по территории Республики Коми представлен:
- системой межпромыслового нефтепровода «Харьяга — Уса» общей протяжённостью 150 км и пропускной способностью 12 млн тонн в год (ООО «ЛУКОЙЛ-Коми»);
- системой магистральных нефтепроводов «Уса — Ухта» и «Ухта — Ярославль» общей протяжённостью 1540 км и пропускной способностью на отрезке «Уса — Ухта» 24,2 млн тонн в год, а на отрезке «Ухта — Ярославль» — 20,3 млн тонн в год (ОАО «Транснефть»).

Система магистрального транспорта газа по территории Республики Коми состоит из четырёх очередей магистральных газопроводов (протяжённостью 7300 км), газопроводов-отводов (1200 км) и конденсатопроводов (545 км). Основной объём газа поставляется с месторождений Тюменской области. Протяжённость системы магистральных газопроводов в однониточном исполнении по территории Республики Коми составляет 4000 км. Транспорт газа по территории Республики Коми осуществляет ООО «Газпром трансгаз Ухта» (структурное подразделение ОАО «Газпром»). Магистральные газопроводы обеспечивают бесперебойную доставку более 100 млн тонн естественного газа по территории республики. Доля трубопроводного транспорта в общем объёме грузоперевозок составляет 74,5 %.
Для обеспечения транспортировки ямальского газа в Единую систему газоснабжения России планируется создание в период до 2030 года газотранспортной системы нового поколения общей протяжённостью более 2500 км. Составной её частью является система магистральных газопроводов «Бованенково — Ухта» протяжённостью около 1100 км (из них 807 км по территории Республики Коми), строительство которой ведётся с 2007 года.

## Образование и наука

### Среднее образование
В 1990-е годы резко увеличилось количество детей, изучающих язык коми как предмет в школах: с 19 612 в 1990 году до 40 448 в 2000 году.

### Высшие учебные заведения

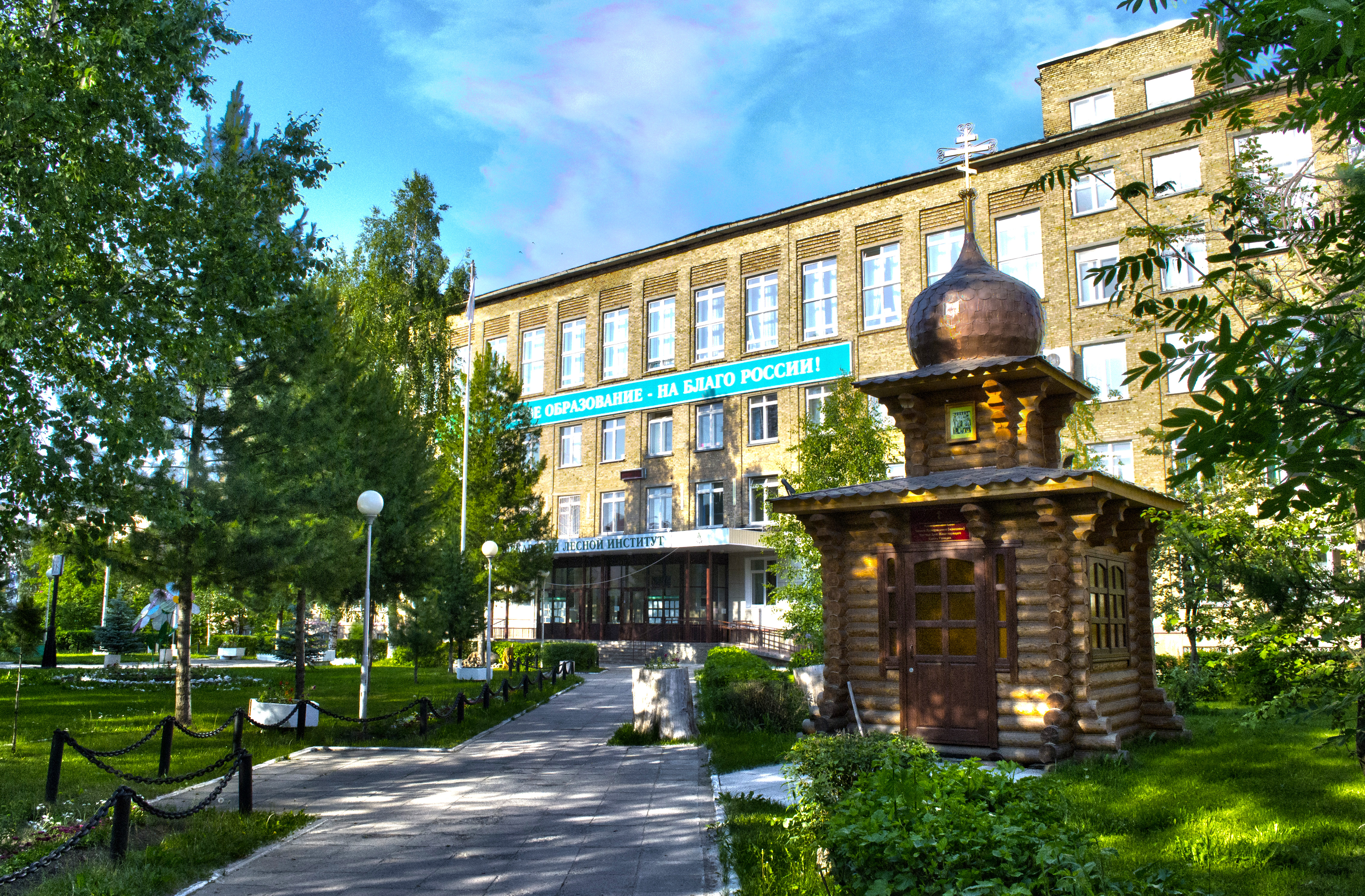
Сыктывкарский лесной институт

Ухтинский университет

- Сыктывкарский государственный университет (Сыктывкар);
- Ухтинский государственный технический университет (Ухта);
- Коми государственный педагогический институт (Сыктывкар) (объединён с СыктГУ с 2014 года);
- Коми республиканская академия государственной службы и управления (Сыктывкар);
- Сыктывкарский лесной институт — филиал Санкт-Петербургского государственного лесотехнического университета имени С. М. Кирова (Сыктывкар);
- Сыктывкарский филиал Санкт-Петербургского государственного университета сервиса и экономики (Сыктывкар);
- Коми филиал Кировской государственной медицинской академии Минздравсоцразвития России (Сыктывкар);
- Сыктывкарский филиал Нижегородского коммерческого института (Сыктывкар);
- Коми филиал Вятской государственной сельскохозяйственной академии (Сыктывкар);
- Ухтинский филиал Московского государственного университета путей сообщения (Ухта);
- Воркутинский горный институт — филиал Санкт-Петербургского государственного горного университета (национального исследовательского университета) (Воркута);
- Воркутинский филиал Сыктывкарского государственного университета;
- Воркутинский филиал Ухтинского государственного технического университета (Воркута);
- Усинский филиал Ухтинского государственного технического университета (Усинск);
- Институт управления, информации и бизнеса (Ухта);
- Сыктывкарский филиал Российского университета кооперации (Сыктывкар);
- Сыктывкарский филиал Современной гуманитарной академии (Сыктывкар);
- Ухтинский филиал Современной гуманитарной академии (Ухта);
- Ухтинский филиал Столичной финансово-гуманитарной академии (Ухта);
- Воркутинский филиал Университета Российской академии образования (Воркута).

## Награды
- 22 января 1966 года — Коми АССР награждена орденом Ленина.
- 20 августа 1971 года — Коми АССР награждена орденом Октябрьской Революции — в связи с 50-летием образования АО Коми (Зырян).
- 29 декабря 1972 года — Коми АССР награждена орденом Дружбы народов — в связи с 50-летием образования Союза ССР.